# Jansénisme
Vous lisez un « article de qualité » labellisé en 2008.

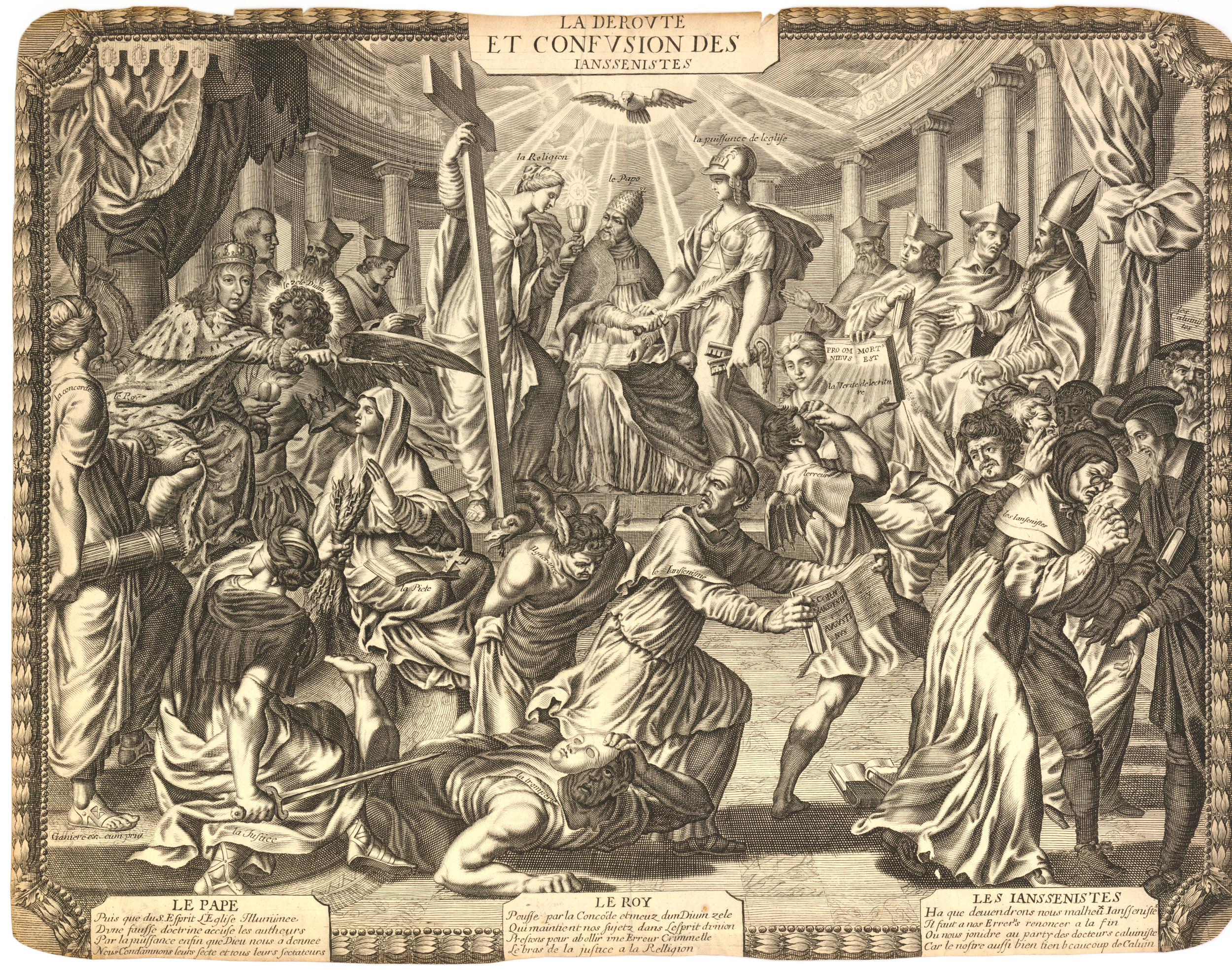
La déroute et la confusion des jansénistes représente la condamnation de l’Augustinus et du mouvement janséniste par la bulle Cum occasione du pape Innocent X (gravure éditée en 1653 par Jean Ganière pour l’Almanach des Jésuites).

Le jansénisme est une doctrine théologique à l'origine d'un mouvement religieux, puis politique et philosophique, qui se développe aux XVIIe et XVIIIe siècles, principalement en France, en réaction à certaines évolutions de l'Église catholique et à l'absolutisme royal.
La définition même du jansénisme s’avère incertaine, car les jansénistes ont rarement assumé cette appellation, se considérant seulement comme catholiques. Ils possèdent toutefois quelques traits caractéristiques, comme la volonté de s’en tenir strictement à la doctrine d'Augustin d'Hippone (saint Augustin) sur la grâce, pour faire le bien et obtenir le salut. Les jansénistes se distinguent aussi par leur rigorisme moral et leur hostilité envers la compagnie de Jésus (jésuites) et sa casuistique, comme envers un pouvoir trop grand du Saint-Siège. Dès la fin du XVIIe siècle, ce courant spirituel se double d’un aspect politique, les opposants à l’absolutisme royal étant largement identifiés aux jansénistes.
Le jansénisme naît au cœur de la Contre-Réforme (Réforme catholique). Il doit son nom à l’évêque d’Ypres, Cornelius Jansen, auteur de son texte fondateur : l’Augustinus, publié de façon posthume à Louvain en 1640. Cette œuvre est l’aboutissement de débats sur la grâce remontant à plusieurs dizaines d’années, coïncidant avec l’hostilité grandissante d'une partie du clergé catholique envers la compagnie de Jésus ; il prétend établir la position réelle d'Augustin sur le sujet, qui serait opposée à celle des jésuites, ceux-ci donnant une importance trop grande à la liberté humaine.
L’Augustinus provoque de vifs débats, en particulier en France, où cinq propositions déclarées hérétiques sont extraites de l’ouvrage par des docteurs hostiles à l’évêque d’Ypres ; celles-ci sont condamnées en 1653 par le pape Innocent X. Les défenseurs de Jansenius répliquent en distinguant « le droit et le fait » : les propositions seraient bien hérétiques, mais on ne les retrouverait pas dans l’Augustinus. Ils s’attaquent également à la casuistique des jésuites jugée laxiste, en particulier avec Les Provinciales de Blaise Pascal, lettres fictives défendant leur cause, qui suscitent un large écho dans l’opinion française. Dans le même temps, ayant pour haut lieu l’abbaye de Port-Royal, la spiritualité janséniste se développe et se popularise.
Cependant, considérés comme des ennemis de la monarchie, les jansénistes sont très vite l’objet de l’hostilité du pouvoir royal : Louis XIV et ses successeurs entreprennent contre eux de fortes persécutions. De même, les papes font preuve d’une sévérité grandissante à leur égard, avec notamment la proclamation de la bulle Unigenitus en 1713 par Clément XI. Dans ce contexte, le jansénisme se confond au XVIIIe siècle avec la lutte contre l’absolutisme et l’ultramontanisme. Les clercs soutenant la Révolution française et la constitution civile du clergé sont ainsi jansénistes pour une grande part. Toutefois, au XIXe siècle, le jansénisme s’étiole et disparaît, le concile Vatican I mettant un terme définitif à la plupart des débats ayant provoqué son apparition.

## Une définition problématique du jansénisme
Le jansénisme est considéré comme une hérésie au sein de l’Église catholique, dans la mesure où ce courant tiendrait des positions hétérodoxes, en particulier concernant la grâce et le péché originel.
« Énigme historique » selon certains historiens, « adaptation à des conjonctures mouvantes » selon d'autres, le jansénisme a eu une évolution parallèle à celle de l'Église jusqu'au XIXe siècle sans qu'on puisse lui trouver une unité incontestable.
Le terme « jansénisme » est rejeté par ceux qu'on appelle « jansénistes », lesquels ne cessent, tout au long de l'histoire, de protester de leur appartenance à l'Église catholique. L'abbé Victor Carrière, précurseur des études contemporaines sur le jansénisme, en dit ceci :

« il n'est peut-être pas de question plus embrouillée que celle du jansénisme. Dès l'origine, beaucoup de ceux qu'on regarde à juste titre comme ses légitimes représentants affirment qu'il n'existe pas […]. De plus, afin d'échapper aux condamnations de l'Église, pour désarmer certaines attaques et gagner de nouveaux adhérents, il a suivant les circonstances, atténué ou même modifié ses thèses fondamentales. Ainsi, malgré les travaux innombrables qui lui ont été consacrés, l'histoire du jansénisme aujourd'hui reste encore à faire dans son ensemble, car pendant deux siècles l'esprit de polémique l'a emporté. »

S'il est d'abord une défense de la théologie augustinienne dans un débat ouvert par la Réforme protestante et le concile de Trente, il devient ensuite une mise en pratique concrète de cet augustinisme. La lutte contre l'ultramontanisme et l'autorité romaine lui donne un caractère gallican qui devient une composante essentielle de ce mouvement. Dans la France absolutiste des XVIIe et XVIIIe siècles, la crainte du passage de l'opposition religieuse à l'opposition tout court justifie une répression monarchique et, par conséquent, transforme le mouvement en lui donnant un versant politique marqué par la résistance au pouvoir et la défense des parlements. Au XVIIIe siècle, la diversité des jansénismes devient encore plus flagrante. En France, la participation de la société laïque au mouvement y fait apparaître une composante merveilleuse et populaire débouchant sur le figurisme et les convulsionnaires. En Italie du nord, l'influence de l'Aufklärung autrichienne rapproche le jansénisme de la modernité. Au XIXe siècle, le jansénisme est au contraire d'abord une justification du passé et une lutte contre les évolutions modernes de l'Église.
Augustin Gazier, historien du mouvement et port-royaliste convaincu, tente une définition a minima du mouvement, évacuant les questions particulières pour créditer tous les jansénistes de quelques traits communs : ils placent toute leur vie sous la règle d'un christianisme exigeant, ce qui leur donne une vision particulière de la théologie dogmatique, de l'histoire religieuse et du monde chrétien. Ils critiquent avec sévérité les évolutions de l'Église mais lui gardent en même temps une fidélité inébranlable.
Se situant sur un plan plus étendu, Marie-José Michel estime que les jansénistes occupent un terrain vide entre le projet ultramontain de Rome et la construction de l'absolutisme des Bourbons :

« Le jansénisme français est une création de la société d'Ancien Régime […]. Élaboré à partir d'un fond augustinien très solidement ancré en France, il se déploie parallèlement aux deux grands projets de l'absolutisme français et de la Réforme catholique. Son élaboration, par une partie des élites religieuses et laïques françaises, lui confère une audience immédiate jamais atteinte par les deux autres systèmes. Il est ainsi enraciné dans les mentalités françaises, et sa survivance réelle dure aussi longtemps que ses deux ennemis, c'est-à-dire jusqu'à la Révolution française pour l'un, et jusqu'au concile Vatican I pour l'autre. »

Il faut donc chercher dans le jansénisme non pas une doctrine figée et défendue par des partisans facilement identifiables et revendiquant un système de pensée, mais plutôt les développements mouvants et divers d'une partie du catholicisme français et européen à l'époque moderne.

## Origine du jansénisme

### La question de la grâce dans l'Église tridentine

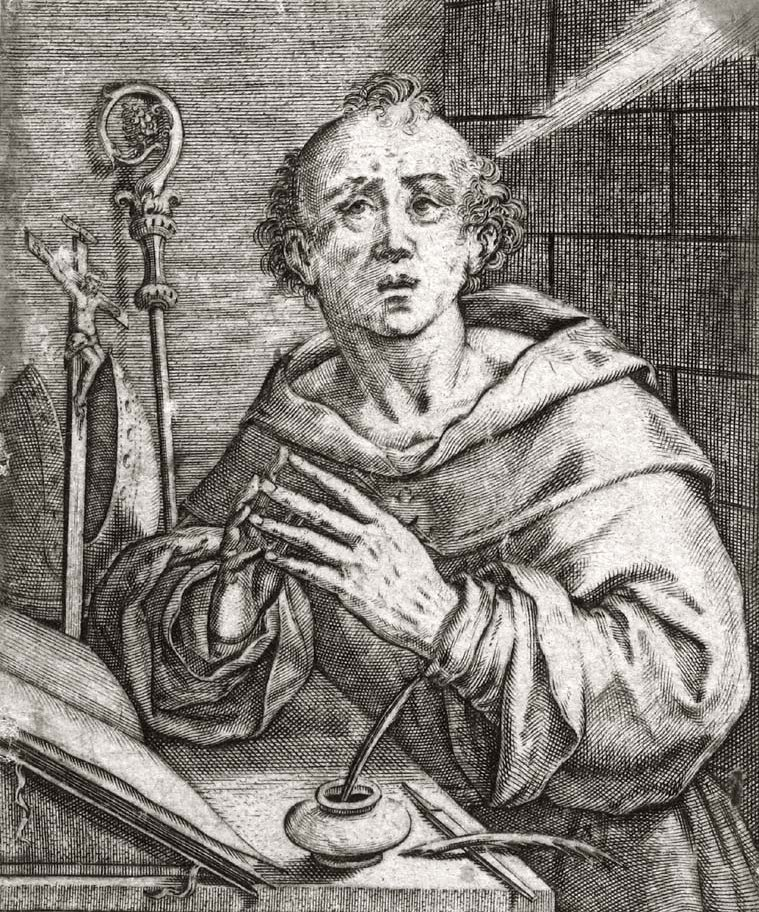
Augustin, évêque d'Hippone, Père de l'Église.

Le jansénisme est issu d'un courant théologique s'inscrivant dans le cadre de la Réforme catholique, apparu dans les années qui suivent le concile de Trente mais qui puise ses sources dans des débats plus anciens. S'il tire son nom de Cornelius Jansen, il se rattache à une longue tradition de pensée augustinienne.
L'essentiel des débats ayant abouti au jansénisme porte sur les relations entre grâce divine (que Dieu accorde aux hommes) et liberté humaine dans le processus du salut. Au Ve siècle, l'évêque africain Augustin d'Hippone (saint Augustin) s'était opposé à ce sujet au moine britannique Pélage. Ce dernier soutenait que l'homme a en lui la force de vouloir le bien et de pratiquer la vertu, une position relativisant l'importance de la grâce divine. Augustin refuse cette vision et déclare que Dieu est le seul à décider à qui il accorde (ou non) sa grâce. Les bonnes ou mauvaises actions de l'Homme (sa volonté et sa vertu, donc) n'entrent pas en ligne de compte, puisque le libre arbitre de l'homme est réduit par la faute originelle d'Adam. Dieu agit sur l'homme par l'intermédiaire de la grâce efficace, donnée de telle manière qu'elle atteint infailliblement son but, sans pour autant détruire la liberté humaine. L'homme a donc un attrait irrésistible et dominant pour le bien, qui lui est insufflé par l'action de la grâce efficace.
La théologie médiévale, dominée par la pensée augustinienne, laisse peu de place à la liberté humaine dans la question de la grâce. Saint Thomas d'Aquin tente cependant d'organiser autour de la pensée d'Augustin un système métaphysique permettant de concilier grâce et liberté humaine. Il lui faut tenir à la fois l'affirmation de l'action divine dans chaque action de l'homme, et l'affirmation de la liberté de ce même homme. Les scolastiques du XIVe siècle et du XVe siècle vont s'éloigner de l'augustinisme en ayant une vision plus optimiste de la nature humaine.
La Réforme s'inscrit en rupture avec la scolastique. Luther et Calvin prennent tous deux Augustin comme référence mais en radicalisant le discours. Là où, pour Augustin, il ne s'agit que d'affirmer la toute-puissance de Dieu face à la liberté humaine exaltée par le pélagianisme, Martin Luther considère que seule la foi (accordée ou non par Dieu, librement) permet d'être réceptif à la grâce divine, et Jean Calvin va encore plus loin en liant grâce et salut : celui qui n'a pas reçu la grâce ne peut être sauvé. Le libre arbitre de l'homme est donc totalement nié. Toutefois, ce jugement n'est pas partagé par tous. Pour Louis Cognet, si les réformateurs mettent en avant la prédestination de l'homme, ils ne lient pas explicitement grâce et libre arbitre.
Pour contrer la Réforme, l'Église catholique lors du concile de Trente réaffirme dans la sixième session, en 1547, la place du libre arbitre, sans toutefois se prononcer sur son rapport avec la grâce. Mais cette position ne fait pas l'unanimité et un jésuite, le père Lainez, défend une position que ses détracteurs vont qualifier de pélagienne. De fait, les jésuites relancent le débat, craignant qu'un augustinisme trop marqué n'affaiblisse le rôle de l'Église dans le salut des chrétiens et sa position face aux protestants. Dans le sillage de l'humanisme de la Renaissance, ils ont une vision moins pessimiste de l'homme et cherchent à lui donner sa place dans le processus du salut en s'appuyant sur la théologie thomiste, qui leur paraît un bon compromis. C'est dans ce contexte que Thomas d'Aquin est proclamé docteur de l'Église en 1567.
Les conflits théologiques s'accentuent à partir de 1567 : à Louvain, le théologien Michel De Bay (Baïus) est condamné par le pape Pie V pour sa négation de la réalité du libre-arbitre. En réponse à Baïus, le jésuite espagnol Luis de Molina, alors enseignant à l’université d'Évora, soutient l'existence de la grâce « suffisante », qui apporte à l'homme les moyens de son salut, mais n'entre en action que par la volonté expresse de l'être humain. Cette thèse est violemment combattue par les augustiniens, ce qui aboutit en 1611 à l'interdiction par le Saint-Office de toute publication sur le problème de la grâce.
La controverse se concentre alors à Louvain, ville où l'université, augustinienne, s'oppose au collège jésuite. En 1628, Cornelius Jansen, plus connu sous le nom de Jansenius, alors professeur à l'université, entreprend la rédaction d'une somme théologique visant à régler le problème de la grâce en faisant une synthèse de la pensée d'Augustin. Ce travail, un manuscrit de près de mille trois cents pages intitulé Augustinus, est presque achevé lorsque son auteur, devenu évêque d'Ypres, meurt brusquement en 1638. Il y affirme que, depuis le péché originel, la volonté de l'homme sans le secours divin n'est capable que du mal. Seule la grâce efficace peut lui faire préférer la délectation céleste à la délectation terrestre, c'est-à-dire les volontés divines plutôt que les satisfactions humaines. Cette grâce est irrésistible, mais n'est pas accordée à tous les hommes. Jansen semble rejoindre ici la théorie de la prédestination de Jean Calvin, même si les Jansénistes tiendront par la suite constamment à marquer leur différence avec ce dernier.
Dès les années 1600, Jansenius avait établi une fructueuse collaboration avec un de ses condisciples de l'université de Louvain, le Bayonnais Jean Duvergier de Hauranne, abbé de Saint-Cyran (dit Saint-Cyran). Ayant achevé leurs études, les deux hommes se retirent à Bayonne, de 1611 à 1616, pour y travailler ensemble sur divers problèmes théologiques. La question de la grâce n'est alors pas centrale dans leurs travaux. Ce n'est qu'après la publication de l'Augustinus, en 1638, que Saint-Cyran se fait le héraut des thèses augustiniennes, d'abord plus par fidélité envers son défunt ami que par véritable conviction personnelle.

### Une des voies de l'augustinisme à la française: Saint-Cyran et les Arnauld

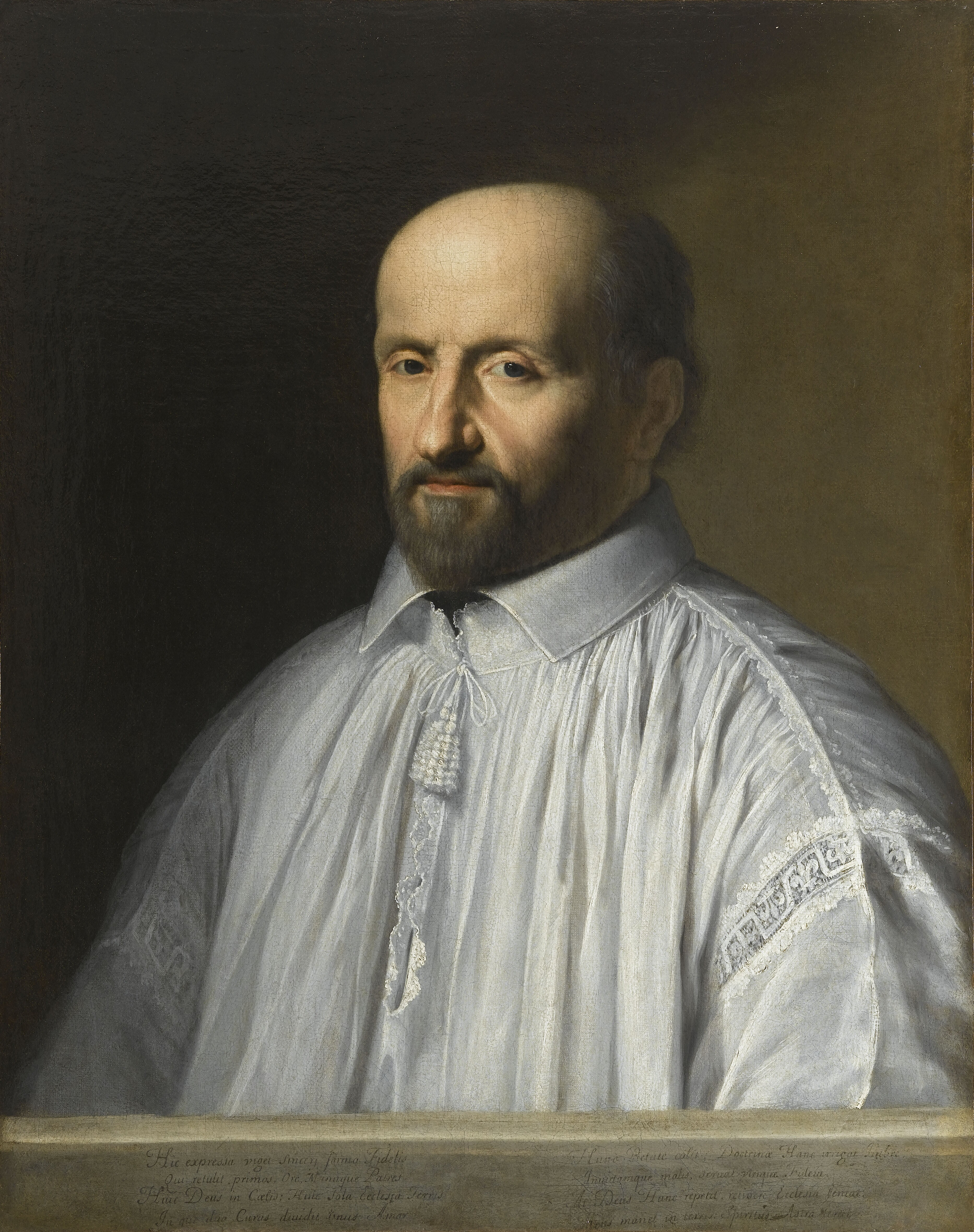
Jean-Ambroise Duvergier de Hauranne, abbé de Saint-Cyran, par Philippe de Champaigne. Toile conservée au musée de Grenoble.

La France jusqu'alors était restée à l'écart des débats sur la grâce, occultés par le problème des guerres de religion. Les jésuites ayant été bannis du royaume de 1595 à 1603, la doctrine augustinienne n'a pas vraiment d'adversaires.
Dans la France du début du XVIIe siècle, le principal mouvement spirituel est l'École française de spiritualité, essentiellement représenté par la Société de l'oratoire de Jésus fondée en 1611 par le cardinal Pierre de Bérulle, un proche de Saint-Cyran. Ce courant cherche à mettre en pratique une certaine théologie augustinienne sans réellement se focaliser sur le problème de la grâce comme le feront plus tard les jansénistes. Il s'agit, par l'adoration du Christ sauveur, d'amener les âmes à un état d'humilité devant Dieu. Si Bérulle se mêle peu de la question de la grâce, malgré tout, l'ordre de l'Oratoire et les jésuites sont en concurrence, et l'abbé de Saint-Cyran prend part à ce conflit en publiant des écrits contre les « molinistes ». Par ailleurs, Bérulle, après avoir été l'allié de Richelieu, est devenu son ennemi quand il s'est aperçu que ce dernier ne cherchait pas tant la victoire du catholicisme en Europe que de « construire une synthèse politique qui assurât la suprématie universelle de la monarchie française » en se plaçant dans la continuité des légistes royaux. À la mort de Bérulle en 1629, Richelieu reporte son hostilité sur Saint-Cyran, d'autant qu'une querelle théologique l'oppose à ce dernier, faisant de lui, au moins sur ce point, un allié des jésuites.

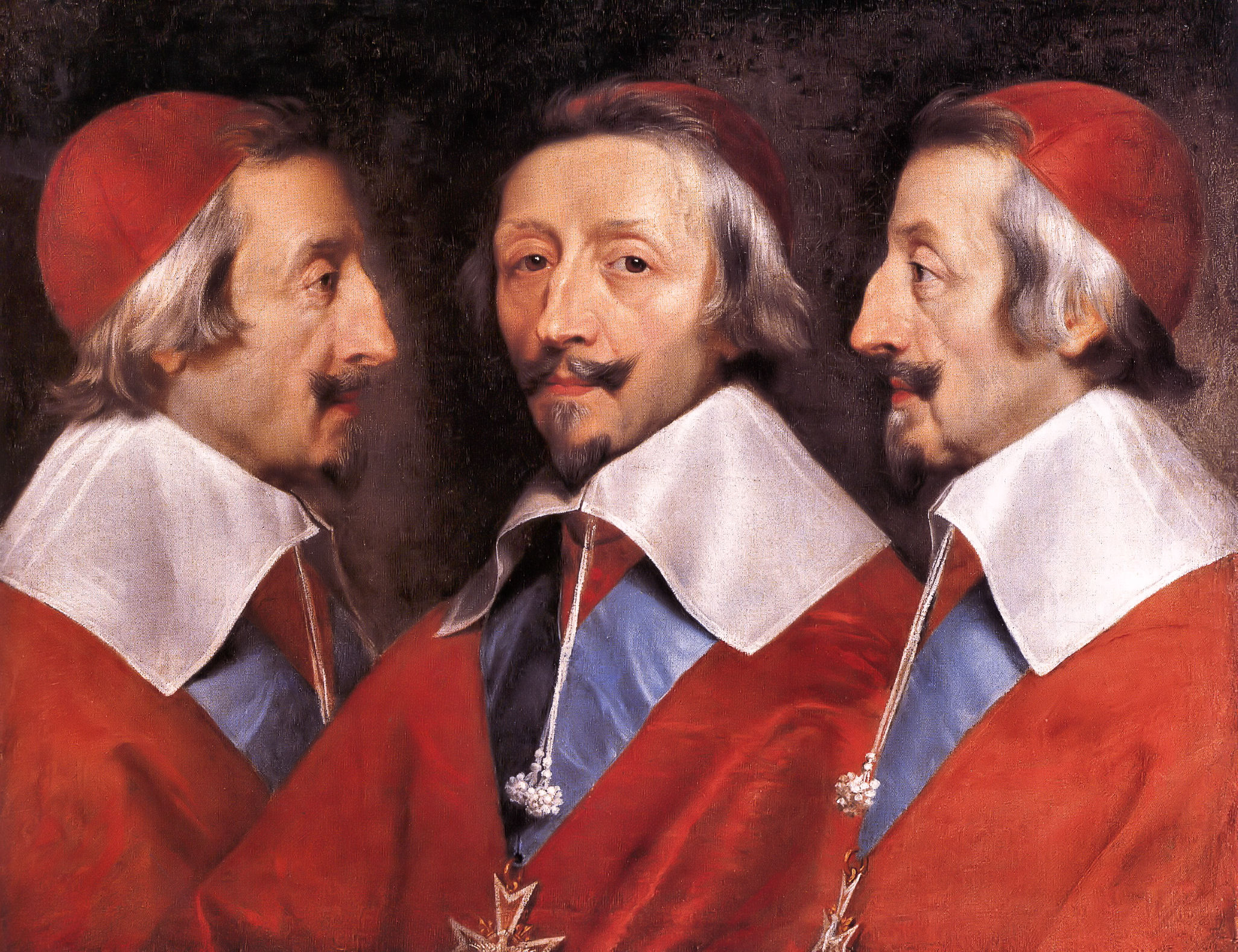
Le Cardinal de Richelieu, par Philippe de Champaigne en 1637 ou 1642. Toile conservée à la National Gallery.

En effet, au cours des années 1620, Saint-Cyran insiste dans ses écrits sur la nécessité pour le chrétien d'une véritable « conversion intérieure », seul moyen selon lui d'être en état de recevoir le sacrement de pénitence et l'Eucharistie. Ce processus, appelé technique des « renouvellements », est nécessairement long et, une fois l'état de conversion atteint, le pénitent doit faire fructifier les grâces qu'il a reçues, de préférence en menant une vie retirée. Or cette conversion intérieure est en cohérence avec la thèse de la contrition dans la rémission des péchés, c'est-à-dire est liée à un amour de Dieu. Au contraire, Richelieu, dans son livre Instruction du chrétien (1619), et les jésuites soutiennent la thèse de l'attrition, c'est-à-dire que, pour eux, le « regret des péchés fondé sur la seule crainte de l'enfer » suffit.
C'est à cette époque que Saint-Cyran entre en relation avec les Arnauld, une grande famille de la noblesse de robe parisienne. Mettant en pratique sa vision augustinienne du salut, il devient le directeur spirituel de l'abbaye de Port-Royal et de son abbesse, Angélique Arnauld. En 1637, Antoine Le Maistre, neveu d'Angélique Arnauld, se retire à Port-Royal pour vivre pleinement cette spiritualité exigeante qu'il a apprise auprès de Saint-Cyran. Il est ainsi le premier des Solitaires de Port-Royal et son exemple sera suivi par d'autres hommes pieux désireux de vivre dans l'isolement. Saint-Cyran veille particulièrement à l'éducation du plus jeune des vingt enfants de l'avocat Arnauld, Antoine, dont il se fait le protecteur. Avocat brillant, celui qu'on appellera le « Grand Arnauld » devient prêtre et docteur à la Sorbonne en 1635.
Ses talents d'avocat vont faire de lui le porte-voix des jansénistes. Quand Richelieu suscite l'opposition du parti dévot en s'alliant avec des princes protestants contre des princes catholiques, Saint-Cyran condamne ouvertement sa politique extérieure. Il est pour cette raison emprisonné en 1638 à la Bastille. Brillant orateur et ayant fait sa thèse sur l'augustinisme, Arnauld est chargé de défendre l’Augustinus et son auteur Jansenius. Il va ainsi être le véritable introducteur et propagateur du jansénisme en France. C'est dans l’Augustinus que l'accent est mis sur la théorie augustinienne de la grâce et de la prédestination.

## La querelle de lAugustinus en France

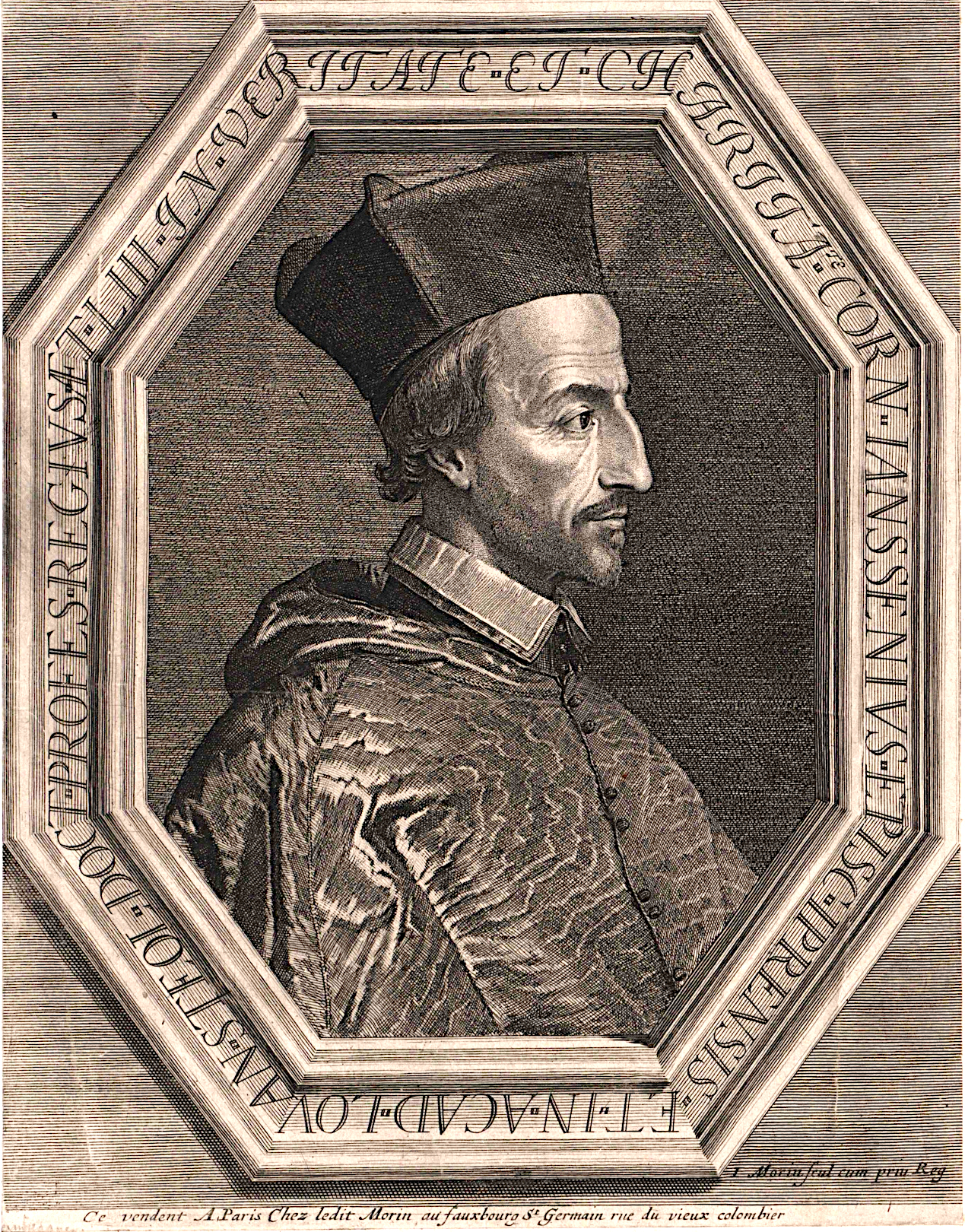
Cornelius Jansen, évêque d'Ypres, auteur de l’Augustinus et « père » du jansénisme. Gravure de Jean Morin (c. 1605-1650).

## La querelle de l'Augustinusen France
L'Augustinus est imprimé en France pour la première fois en 1641, puis une deuxième fois en 1643. C'est la polémique liée à sa publication qui introduit réellement le débat sur l'augustinisme en France.
Les oratoriens et les dominicains accueillent bien l'ouvrage. Une grande partie des docteurs de la Sorbonne le soutient également. Mais les jésuites s'y opposent immédiatement. Ils sont soutenus par le cardinal de Richelieu, puis, après sa mort en 1642, par Isaac Habert, qui attaque Jansenius dans ses sermons à Notre-Dame, et le théologien feuillant Pierre de Saint-Joseph qui publie en 1643 une Defensio sancti Augustini.
Les premières années sont favorables aux augustiniens : l'archevêque de Paris, Jean-François de Gondi, interdit de traiter ce sujet dans des publications. La bulle In eminenti, qui condamne l'ouvrage comme reprenant des thèses condamnées auparavant, est signée par le pape Urbain VIII le 6 mars 1642 mais, grâce aux appuis des jansénistes au Parlement, sa publication est retardée en France jusqu'en janvier 1643.
Dès 1640, les jésuites condamnent la technique des renouvellements de Saint-Cyran, qui selon eux risquent de décourager les fidèles et donc de les éloigner des sacrements. Antoine Arnauld leur répond en 1643 avec De la fréquente communion, où il affirme que cette technique n'est qu'un retour aux pratiques de l'Église primitive, et en expose clairement les modalités. Cet ouvrage est approuvé par quinze évêques et archevêques, ainsi que par vingt et un docteurs de la Sorbonne. Il est largement diffusé, sauf dans les milieux jésuites.
En 1644, Antoine Arnauld publie une Apologie pour Jansenius, puis une Seconde apologie l'année suivante, et enfin une Apologie pour M. de Saint-Cyran. En cela, il lie clairement le problème du jansénisme avec l'augustinisme « à la française » prôné par Saint-Cyran.

## Les cinq propositions
Les opposants au jansénisme veulent faire officiellement condamner l’Augustinus. Isaac Habert, ancien collaborateur de Richelieu, devenu évêque de Vabres, publie en décembre 1646 une liste de huit propositions extraites de l’Augustinus, qu'il tient pour hérétiques. Quelques années plus tard, en 1649, le syndic de la Sorbonne, Nicolas Cornet, demande que soient examinées sept propositions tirées de thèses soutenues par des bacheliers et qui touchent au problème de la grâce. Le nom de Jansenius n'est pas explicitement prononcé, mais il est évident pour tout le monde qu'il s'agit de le condamner :

« Le rusé syndic se garda bien de donner des indications précises, comme la loyauté lui en faisait un devoir : il n'attribuait ces propositions à personne, et le nom de Jansenius ayant été prononcé par un interrupteur, il osa dire qu'il n'était nullement question de lui, Non agitur de Jansenio, alors que dans sa pensée c'était de Jansenius et de lui seul qu'il était question, pour le moment du moins. »

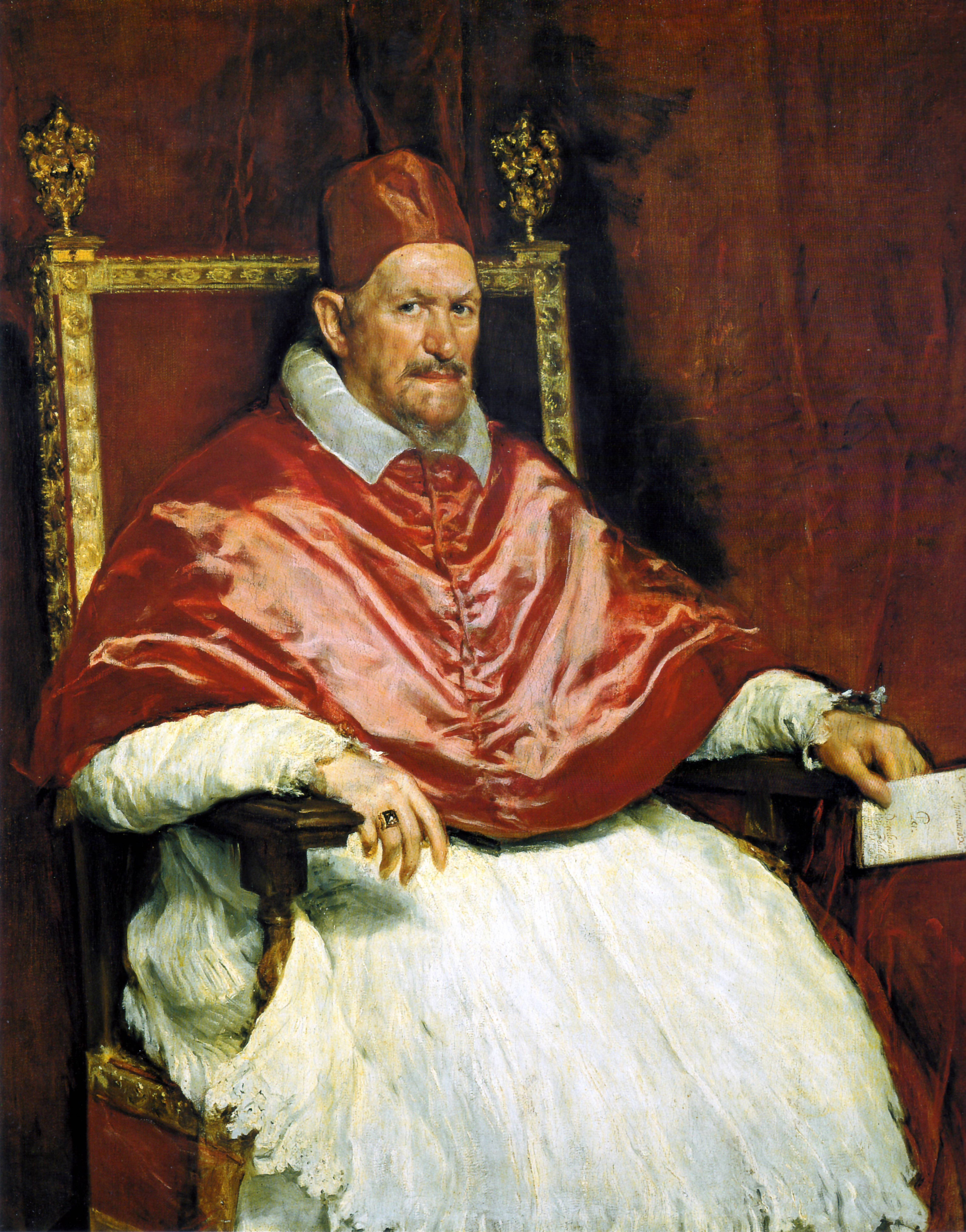
Le pape par Diego Vélasquez. Œuvre exposée à la Galerie Doria-Pamphilj, à Rome.

Les débats sont animés, puisque certains craignent, en condamnant le jansénisme, de condamner en même temps la doctrine de saint Augustin[réf. nécessaire]. Sur le conseil des jésuites, les docteurs de la Sorbonne décident alors d'en appeler au jugement du pape. C'est Isaac Habert qui écrit à Innocent X en 1650, en ne retenant que cinq des sept propositions initiales. Dans sa lettre, il n'évoque pas directement Jansenius, mais fait part du trouble suscité en France par la publication de son ouvrage. Les cinq propositions ne sont pas formellement attribuées à Jansenius.
La lettre provoque la controverse : si plus de quatre-vingt-dix évêques français la signent, elle est contrée immédiatement par treize prélats augustiniens, qui rédigent une lettre de réfutation à Rome. Dans cette lettre, ils dénoncent les cinq propositions comme « faites à plaisir et composées en des termes ambigus, qui ne pouvaient produire d'elles-mêmes que des disputes pleines de chaleur » et demandent au pape de prendre garde à ne pas condamner trop précipitamment l'augustinisme, considéré selon eux depuis longtemps comme la doctrine officielle de l'Église au sujet de la question de la grâce[réf. nécessaire]. Parmi ces évêques, on trouve notamment Henri Arnauld, évêque d'Angers et frère d'Antoine Arnauld, ainsi que Nicolas Choart de Buzenval, évêque de Beauvais qui se montrera plus tard fervent soutien de Port-Royal. Dans le même temps, Antoine Arnauld doute ouvertement de la présence des "cinq propositions" (formulaire d'Alexandre VII) dans l'œuvre de Jansenius, faisant porter un soupçon de manipulation chez les opposants à Jansenius.
Pendant deux ans, les deux parties argumentent devant Innocent X, qui finit par condamner les propositions en 1653, en publiant la bulle Cum occasione. Les quatre premières propositions sont déclarées hérétiques et la cinquième fausse.
La bulle est accueillie favorablement en France. Les jansénistes admettent que les propositions sont hérétiques, mais soutiennent qu'elles ne se trouvent pas dans l'Augustinus, distinguant ainsi « le droit et le fait ». Ils sont satisfaits que Jansenius ne soit pas ouvertement condamné, et encore davantage que la doctrine d'Augustin soit toujours considérée comme valide. Cela mécontente les jésuites et leurs partisans, qui souhaitent une condamnation réelle du jansénisme. À partir de 1653, et alors que théoriquement le problème a été réglé par Rome, l'hostilité entre partisans des jésuites et jansénistes est de plus en plus affirmée.

## Les polémiques entre jansénistes et molinistes

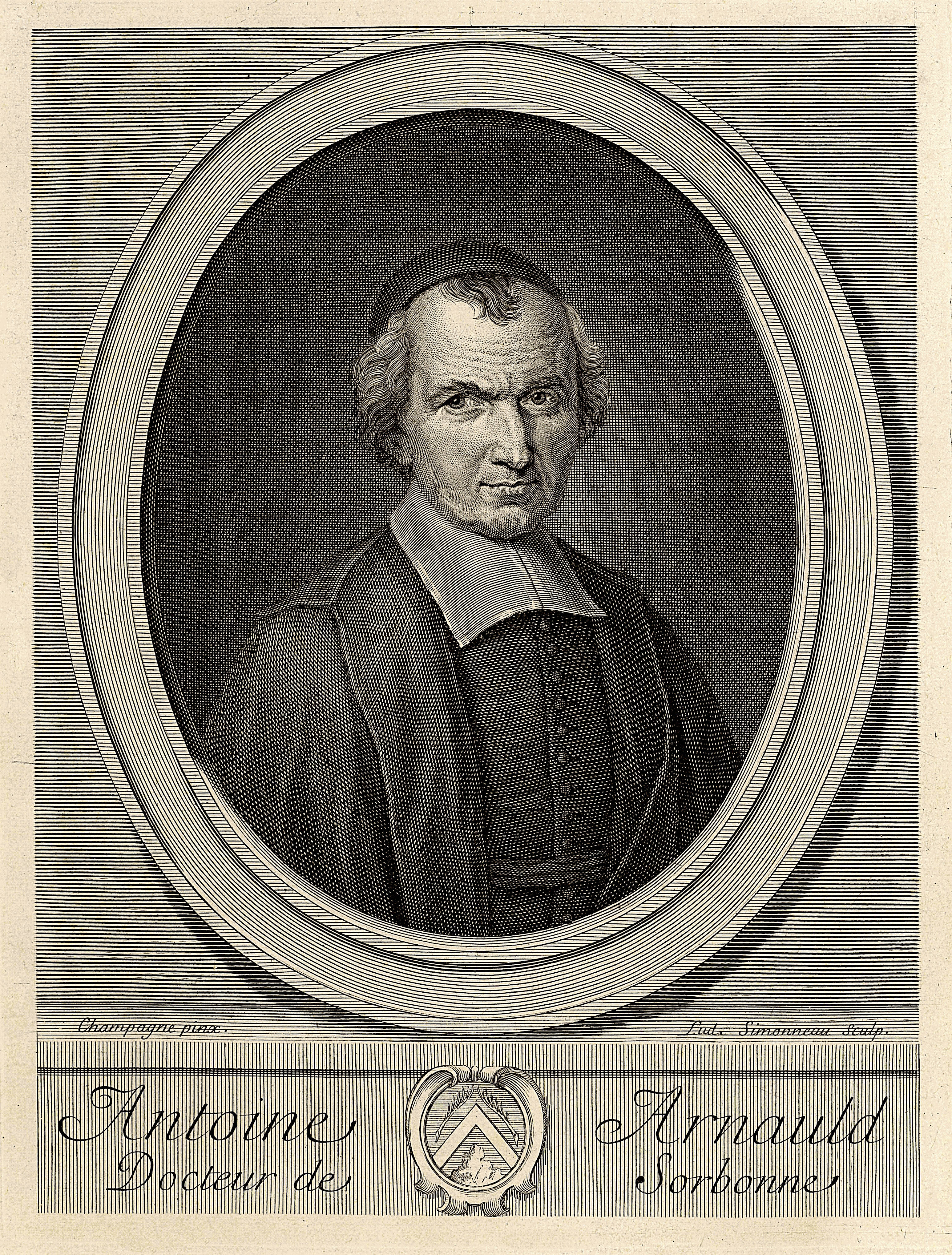
Antoine Arnauld. Gravure de Louis Simonneau d'après Philippe de Champaigne.

Dès avant la publication de la bulle Cum occasione, les tensions entre jansénistes et les jésuites défenseurs de la thèse de Luis Molina, les molinistes, avaient commencé : en août 1649 Antoine Singlin, prêtre proche de Port-Royal, prêche à l'occasion de la fête de saint Augustin à Port-Royal. Il axe son sermon sur la grâce efficace, enfreignant ainsi les instructions de son évêque qui avait interdit qu'on aborde cette question. La polémique qui s'ensuit fait intervenir de nombreux jansénistes, en particulier Henri Arnauld, évêque d'Angers.
Après la publication de la bulle, les jésuites exploitent ce qui est pour eux une victoire et relancent les hostilités : en 1654, le jésuite François Annat publie les Chicanes des jansénistes, où il exprime l'idée que le pape condamne en fait la doctrine augustinienne, et que les cinq propositions sont bien contenues dans l’Augustinus. Antoine Arnauld lui répond aussitôt, détaillant les propositions et tentant de montrer qu'elles ne sont que des résumés fautifs de la pensée de Jansenius.
Le cardinal Mazarin, pour faire cesser les polémiques, convoque en 1654 puis en 1655 les évêques et leur fait signer un texte précisant que la doctrine de Jansenius est condamnable. Il recommande la signature d'un tel formulaire par tous les ecclésiastiques, mais les évêques sont assez réticents et cette volonté reste inappliquée dans la plupart des diocèses.
La première conséquence de cette opposition est l'affaire du duc de Liancourt (Roger du Plessis-Liancourt, duc de La Roche-Guyon, dit duc de Liancourt) : en janvier 1655, ce proche des jansénistes voit un vicaire de la paroisse Saint-Sulpice à Paris lui refuser l'absolution, arguant du fait qu'il a des relations jansénistes. Antoine Arnauld répond à cela par la publication de deux pamphlets, Lettre à une personne de condition (adressée à Liancourt) puis Seconde lettre à un duc et pair (adressée au duc de Luyne). Il dénonce l'arbitraire de cette décision et accuse les jésuites, partisans selon lui d'une « morale relâchée », de comploter contre la conception de la grâce d'Augustin. Arnauld déclare se soumettre à la condamnation de Rome, tout en gardant le silence sur la question de l'attribution à Jansenius des phrases condamnées. Il s'oppose ouvertement à la grâce suffisante défendue par les molinistes.
La clarté de l'exposé d'Antoine Arnauld permet paradoxalement à ses adversaires de demander à la Sorbonne l'examen de sa dernière lettre. Les docteurs qui sont chargés de lire cette lettre sont ouvertement hostiles à tout augustinisme. Ils en tirent deux propositions qui sont condamnées. Le 31 janvier 1656, fait exceptionnel, Arnauld est exclu de la Sorbonne avec une soixantaine de docteurs ayant pris sa défense.
La procédure a poussé Antoine Arnauld à se retirer à Port-Royal, où il s'est consacré à l'écriture avec un jeune théologien prometteur, Pierre Nicole. Dans le même temps, Blaise Pascal a entrepris de le défendre devant l'opinion : c'est le début de la campagne des Provinciales.

## Blaise Pascal et la campagne desProvinciales

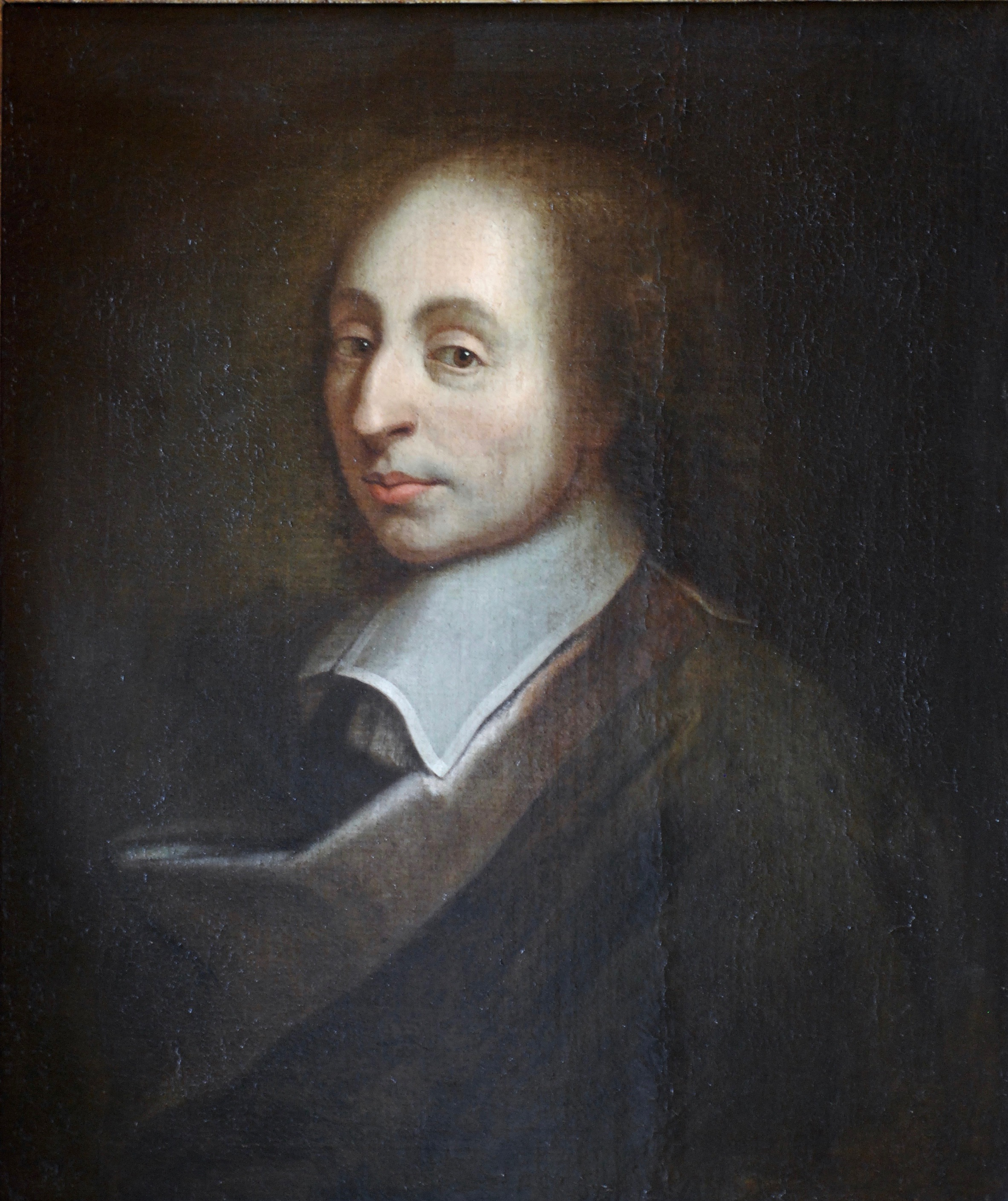
Portrait de Blaise Pascal, peint par François II Quesnel à une date inconnue.

Alors que la censure de la Seconde lettre à un duc et pair et la condamnation d'Antoine Arnauld semblent certaines, Blaise Pascal entre dans la polémique aux côtés des jansénistes.
Celui-ci s'est décidé à se consacrer à la religion depuis un peu plus d'un an. Sa sœur Jacqueline est une des grandes figures du monastère de Port-Royal, et lui-même a eu aux Granges de Port-Royal de nombreux entretiens avec les Solitaires (notamment le fameux entretien avec Louis-Isaac Lemaistre de Sacy sur Épictète et Montaigne).
Pascal est invité par Arnauld à porter l'affaire devant l'opinion. Le 23 janvier 1656, après une première condamnation « de fait » neuf jours plus tôt, une lettre fictive intitulée Lettre écrite à un provincial par un de ses amis, sur le sujet des disputes présentes à la Sorbonne est ainsi publiée clandestinement et anonymement. Dix-sept autres Provinciales suivent, jusqu'au 24 mars 1657 ; Pascal continue ensuite de contribuer à la cause janséniste en rédigeant pour le compte de prêtres parisiens certains des Écrits des curés de Paris, dans lesquels la morale laxiste des jésuites est condamnée.
Dans ses Lettres, celui-ci dénie toute réalité à un quelconque « parti janséniste ». Selon Augustin Gazier, « il s'agissait pour l'auteur des Petites Lettres de désabuser un public trop crédule, et de faire paraître dans tout son jour la parfaite orthodoxie de ceux que la calomnie représentait comme des hérétiques. Pascal n'hésitait pas à dire que le prétendu jansénisme était une chimère, une invention grossière et abominable des jésuites, ennemis acharnés de saint Augustin et de la grâce efficace par elle-même ».
Les Provinciales sont une défense très solide de l'augustinisme et une apologie de Port-Royal, mais elles sont surtout connues pour les attaques ironiques faites contre des jésuites. Elles obtiennent un grand succès parmi le public cultivé qui fait l'opinion à l'époque, qui rit de la manière dont Pascal tourne les jésuites, casuistes et molinistes en ridicule. Si les trois premières lettres sont directement liées à la condamnation d'Antoine Arnauld, les suivantes ont un but différent puisque Pascal, voyant la condamnation acquise, passe à la contre-attaque. Il s'en prend violemment aux jésuites, accusés de prôner une morale relâchée. Ces lettres, qualifiées de « divines » par la marquise de Sévigné, sont en fait une campagne d'opinion : le public se détourne des questions théologiques et se consacre au dénigrement des mœurs supposées relâchées des jésuites. Cela n'est pas toujours bien vu de certains jansénistes, qui voient dans les attaques contenues dans les lettres un manquement à la charité chrétienne.

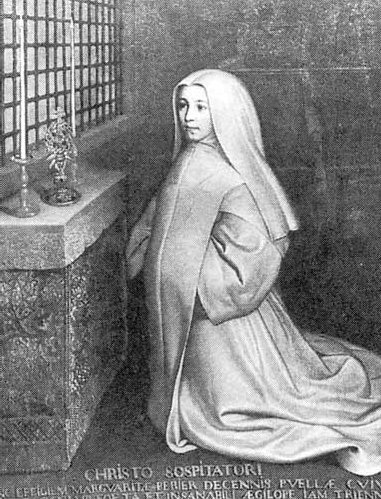
Marguerite Périer en prières.

La mise à l'Index par Rome des Provinciales intervient dans ce contexte où le jansénisme passe d'une querelle de théologiens à un mouvement de plus en plus connu et implanté dans le monde laïc. D'après Augustin Gazier, le principal motif de leur condamnation n'est pas la théologie (puisque celle-ci est inattaquable), ni même les attaques contre les jésuites, mais bien le fait que des questions de foi soient portées en place publique : « Aussi la partie doctrinale des Provinciales est-elle inattaquable ; elles n'ont pu être censurées par la Sorbonne ou condamnées par les papes, et si elles ont été mises à l'index, comme le Discours de la méthode [de Descartes], c'est parce qu'on leur reprochait d'avoir traité en français, pour les gens du monde et pour les femmes, des questions litigieuses dont les savants seuls auraient dû avoir connaissance ».
Le « miracle de la Sainte-Épine », survenu le 24 mars 1656, fait beaucoup pour calmer les attaques contre le jansénisme et le populariser auprès du public : la nièce de Pascal, Marguerite Périer, pensionnaire à Port-Royal des Champs, est guérie ce jour-là d'une fistule lacrymale qui la défigurait, après avoir été en contact avec une relique de la Sainte-Épine. Les jansénistes y voient le soutien divin et, l'Église reconnaissant officiellement la guérison comme un miracle, ils sont un moment en paix.
Mais alors que l'Église de France laisse un moment de côté la querelle, c'est du côté politique que les jansénistes commencent à être sérieusement inquiétés.

## L'opposition politique au jansénisme

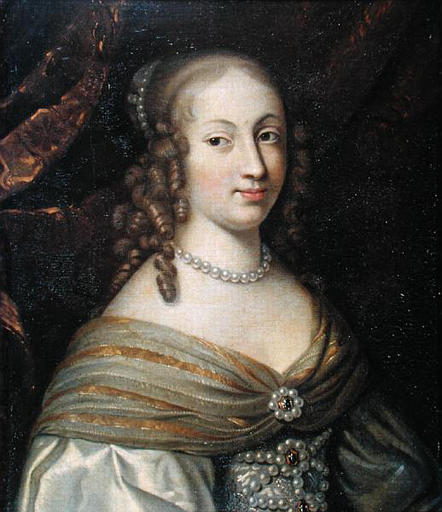
Anne-Geneviève de Bourbon-Condé, duchesse de Longueville, se fit construire une maison à Port-Royal des Champs.

De purement religieuse au départ, l'opposition au jansénisme se double rapidement d'un volet politique. À la mort de Louis XIII en 1643, le cardinal Mazarin prend les mêmes positions que son prédécesseur Richelieu en luttant contre le parti dévot, qui est de plus en plus assimilé au parti janséniste.
Le « parti janséniste » a tendance à attirer à lui d'anciens frondeurs après l'échec de leur révolte. Même si les jansénistes n'ont pas été impliqués dans la Fronde, ils sont rapidement assimilés à l'opposition à cause du soutien que leur apportent des princes tels que la duchesse de Longueville, qui se fait construire une maison à Port-Royal des Champs, ou son frère le prince de Conti. La famille Arnauld, grande famille parlementaire, est également soupçonnée d'être liée à la Fronde parlementaire.
D'autre part, le choix de certains Solitaires de quitter toute vie mondaine et de se retirer totalement de la Cour inquiète Mazarin, qui y voit un possible foyer de contestation politique.
Mazarin ne parvient cependant pas à lutter efficacement contre le jansénisme. C'est Louis XIV, hanté par le souvenir de la Fronde, qui se révèle son plus dur opposant, et ceci dès son arrivée effective au pouvoir en mars 1660. Les Petites écoles de Port-Royal sont ainsi dispersées. En décembre 1660, il réunit avec Mazarin les présidents de l'Assemblée du clergé et leur demande de procéder à la signature générale du formulaire d'Alexandre VII. La signature du Formulaire, qui reprend les cinq propositions condamnées par Innocent X est, selon Jean-Pierre Chantin, « un véritable test d'orthodoxie imposé à l'ensemble du clergé ». Les jansénistes et les religieuses de Port-Royal se divisent quant à l'attitude à adopter. Antoine Arnauld applique la problématique du « droit » et du « fait » : il accepte de condamner les propositions, mais garde des réserves sur leur présence effective dans l'Augustinus. Mais les autorités ecclésiastiques refusent cette distinction et de nombreux prêtres et religieuses refusent alors de signer le Formulaire.

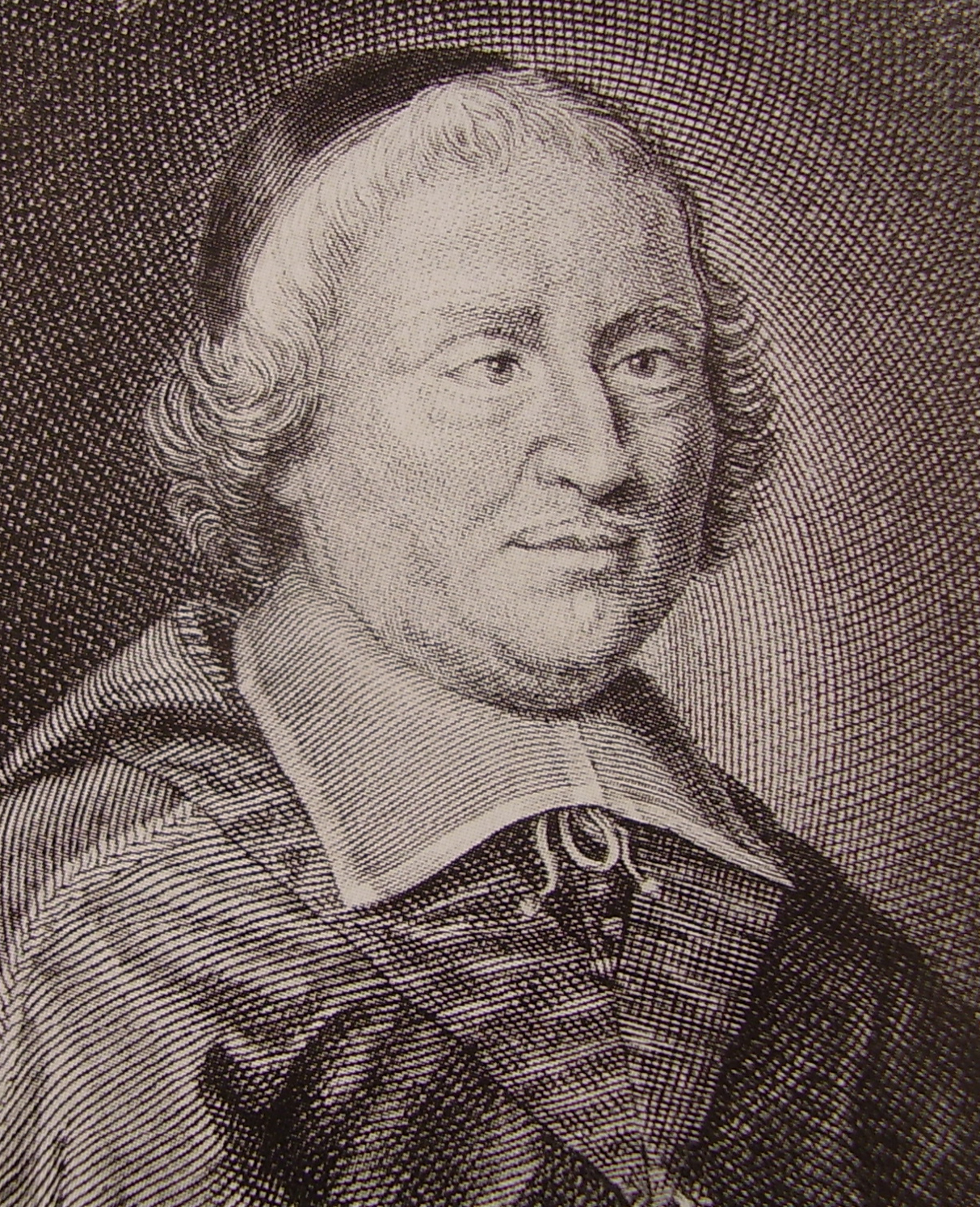
Nicolas Choart de Buzenval, évêque de Beauvais, estampe anonyme du XVIIe siècle

Dès la mort de Mazarin, le 9 mars 1661, Louis XIV ordonne la dispersion des novices et des pensionnaires des monastères de Port-Royal des Champs et de Port-Royal de Paris. L'archevêque de Paris, Hardouin de Péréfixe de Beaumont, se rend plusieurs fois au monastère de Port-Royal pour exhorter les religieuses à signer, mais en vain. Il les prive donc de sacrements le 21 août 1664. C'est la première condamnation grave du jansénisme. Quelques jours plus tard, les meneuses sont dispersées hors du monastère, puis toutes les religieuses non signataires sont regroupées et gardées à Port-Royal des Champs, tandis que les religieuses signataires sont réunies au monastère parisien.
Les choses se compliquent quand une partie de l'épiscopat montre la volonté de faire une distinction claire entre le « droit » et le « fait » dans l'affaire du Formulaire. C'est le cas notamment de quatre évêques, qui sont condamnés par Rome et par Louis XIV : François de Caulet, évêque de Pamiers, Nicolas Pavillon, évêque d'Alet, Nicolas Choart de Buzenval, évêque de Beauvais, et Henri Arnauld, évêque d'Angers.
Cependant Louis XIV a besoin d'éviter les conflits dans son royaume pour pouvoir mener des guerres extérieures, et le nouveau pape Clément IX cherche l'apaisement : ils parviennent à l'été 1668 à un accord avec les jansénistes. Les évêques s'engagent à faire signer le Formulaire, avec des procès-verbaux distinguant le droit et le fait. C'est le début de la Paix de l'Église, qui dure jusqu'en 1679.

## La Paix de l'Église

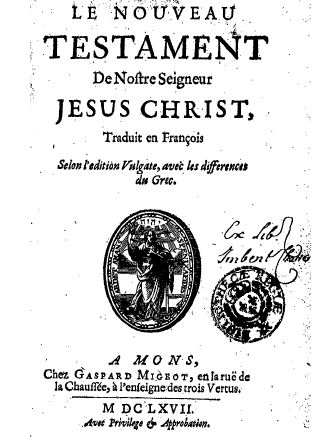
Page de garde du Nouveau Testament publié par Louis-Isaac Lemaistre de Sacy en 1667.

Pendant la période de la Paix de l'Église, les jansénistes essaient d'éviter toute polémique inutile, d'autant plus que l'absolutisme grandissant de Louis XIV rend suspecte l'attirance d'anciens frondeurs pour Port-Royal et le jansénisme. C'est ainsi que les Pensées de M. Pascal sur la religion et sur quelques autres sujets, publiées en 1670 (donc après la mort de Pascal) ou les Essais de morale et d'instruction théologiques de Pierre Nicole sont dépourvus de toute polémique théologique ou politique.
Les jansénistes se distinguent à cette époque par la qualité de leur travail intellectuel et par leur volonté de mettre à la portée des fidèles les choses de la religion. Louis-Isaac Lemaistre de Sacy publie ainsi un Nouveau Testament en 1667. Publié clandestinement à Mons (Pays-Bas espagnols), il est condamné par le pape en 1668 parce qu'il traduit en français et avec des inflexions jansénisantes le texte sacré. Il entreprend ensuite une nouvelle traduction de la Vulgate, à partir de 1672. Elle n'est terminée qu'en 1695. Ces trente volumes sont considérés comme une référence incontournable dans le monde biblique. La Bible de Sacy, au même titre que les Pensées de Pascal, sont réputées être un exemple de la langue française classique du XVIIe siècle.
Malgré cette activité intellectuelle intense, Sainte-Beuve, dans son Port-Royal, dit avec justesse que ce n'est qu'une phase de répit avant de nouveaux problèmes :

« Les dix années qui suivirent la paix de l'Église sont pour Port-Royal dix années de gloire, de déclin au fond, mais d'un déclin voilé, embelli ; ce sont d'admirables heures de doux automne, de riche et tiède couchant. La solitude refleurit en un instant et se peuple, plus émaillée que jamais. L'ancien esprit au-dedans se continue et se mêle de nouveau sans trop de lutte. »

En effet, les querelles reprennent dès la mort de la duchesse de Longueville, en 1679.

## Après la Paix de l'Église, de nouvelles persécutions

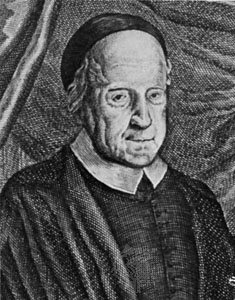
Pasquier Quesnel (1634-1719), théologien catholique. Gravure anonyme du XVIIe siècle.

La mort de la duchesse de Longueville, protectrice de Port-Royal et des jansénistes, en 1679, ainsi que la signature des traités de Nimègue et de Saint-Germain la même année, laissent à Louis XIV les mains libres pour reprendre sa lutte contre le jansénisme.
En accord avec le roi, le nouvel archevêque de Paris, François Harlay de Champvallon fait expulser du monastère de Port-Royal des Champs les novices et les confesseurs (soixante-dix personnes) et interdit tout recrutement. À la suite de cette mesure, les principaux ecclésiastiques jansénistes s'exilent : Pierre Nicole s'installe dans les Flandres jusqu'en 1683, Antoine Arnauld se réfugie à Bruxelles en 1680, il est rejoint en 1685 par Jacques Joseph Duguet, puis en 1689 par Pasquier Quesnel, deux oratoriens augustinistes.
En 1696, l'ouvrage de Martin de Barcos (neveu de Saint-Cyran), Expression de la foi catholique touchant la grâce et la prédestination, est publié par le bénédictin Gabriel Gerberon, alors en exil en Hollande. Cet ouvrage un peu maladroit est aussitôt condamné par l'archevêque de Paris Louis-Antoine de Noailles, pourtant très respectueux des écrits d'Augustin. Il avait notamment approuvé en 1694 un livre de Pasquier Quesnel écrit en 1671, le Nouveau Testament en français avec des réflexions morales sur chaque verset. Cet ouvrage, constamment réédité à cause de son succès, est d'un augustinisme classique. Il reste mesuré sur la question de la grâce, mais est en revanche farouchement gallican et richériste. Il reste également dubitatif face à la rédemption universelle, et n'affirme pas que tous les hommes seront sauvés. En outre, Pasquier Quesnel est vu de facto comme le successeur d'Antoine Arnauld mort en 1694, donc comme le chef du « parti janséniste ».

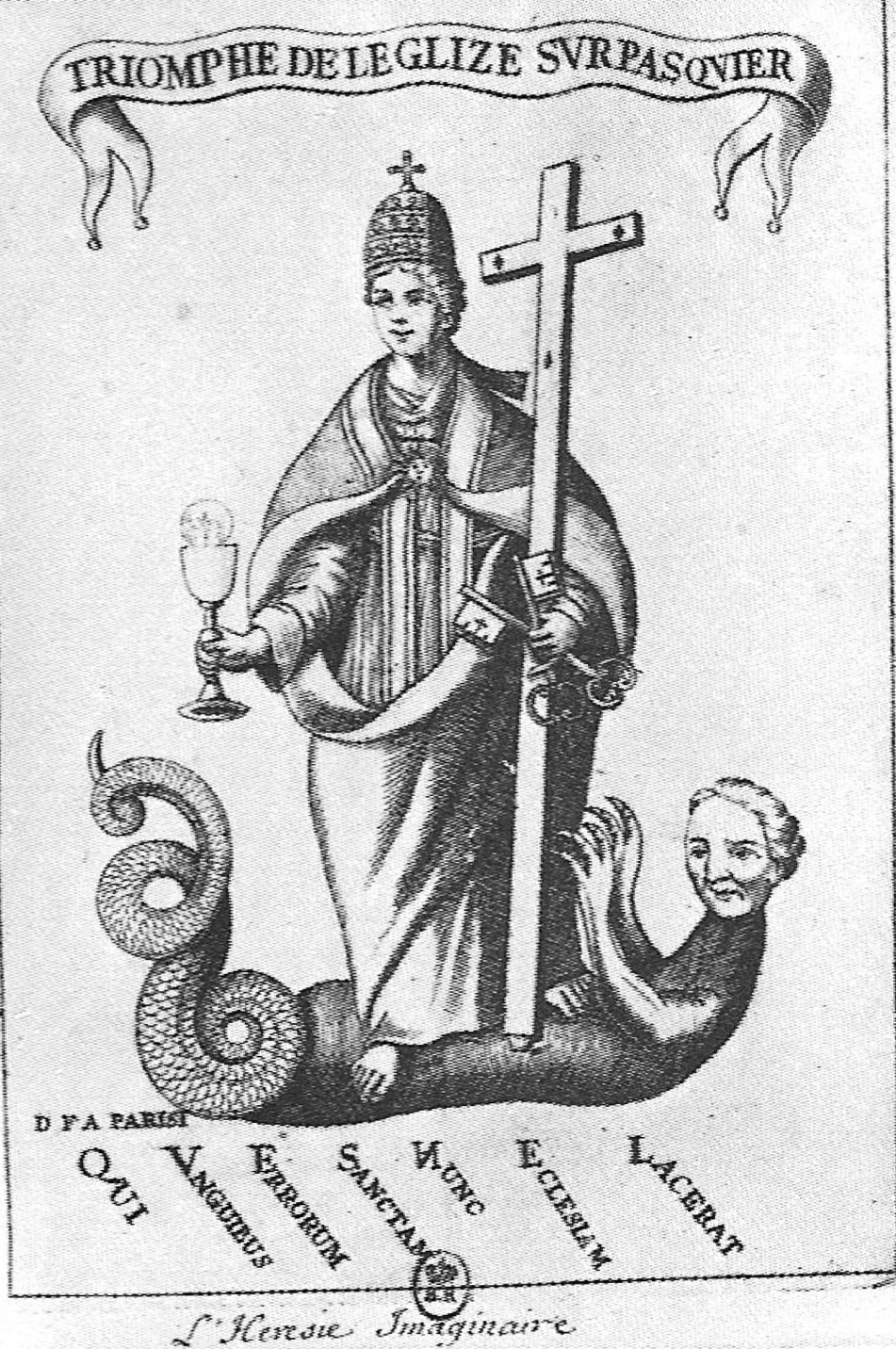
Gravure anti-janséniste fustigeant Pasquier Quesnel, anonyme, XVIIIe siècle.

Les jansénistes réagissent violemment à la condamnation du livre de Barcos, et attaquent l'archevêque de Paris. Au même moment, un curé de Clermont-Ferrand pose en 1701 la question aux docteurs de la Sorbonne, de savoir si on peut accorder l'absolution à un fidèle qui souhaite garder un « silence respectueux » au sujet de Jansenius. Les quatre docteurs qui répondent par l'affirmative sont condamnés par le pape Clément XI en 1703. En 1705, le pape en accord avec Louis XIV condamne formellement le principe même du « silence respectueux ».
Toutes ces condamnations permettent à Louis XIV d'avoir des arguments pour réduire définitivement un mouvement qu'il qualifie de « secte républicaine », c'est-à-dire opposée au régime de la monarchie absolue. Profitant de la guerre de Succession d'Espagne, il fait arrêter Quesnel aux Pays-Bas espagnols en 1703 (mais celui-ci s'évade et fuit à Amsterdam), et tous ses papiers sont saisis. Cela conduit à l'arrestation de tout le réseau de correspondants tissé par Quesnel depuis une quinzaine d'années dans toute la France. Les foyers de diffusion des écrits jansénistes clandestins sont découverts, les jansénistes fuient à l'étranger, le plus souvent dans les Pays-Bas espagnols et aux Provinces-Unies, en passant par les relais monastiques comme l'abbaye de Hautefontaine, à la frontière de la Champagne et de la Lorraine indépendante.
Louis XIV demande au pape une condamnation finale, celle des Réflexions morales de Pasquier Quesnel. Clément XI envoie un bref en 1708, mais celui-ci n'est pas reçu par le Parlement. Le père jésuite Michel Le Tellier, confesseur du roi, essaie de convaincre les évêques de demander au roi une condamnation solennelle de l'ouvrage, mais sans succès. Le roi demande donc au pape une bulle contre le livre. Clément XI fait donc publier en 1713 la bulle Unigenitus Dei Filius, qui condamne cent une propositions extraites du livre de Quesnel. Ces propositions ainsi que l'ouvrage sont vus comme une somme de la doctrine janséniste.

## La bulleUnigenituset les appelants
En condamnant les cent une propositions tirées des Réflexions morales du père Quesnel, la bulle Unigenitus marque à la fois un point d'arrêt dans l'histoire du jansénisme et un nouveau départ.
La bulle voit dans ces propositions un résumé de la doctrine janséniste mais, outre les questions touchant au problème de la grâce, sont condamnées des positions plus traditionnelles sur le gallicanisme ou le richerisme, ce qui va rassembler autour des jansénistes d'autres ecclésiastiques qui se sentent à leur tour menacés.
L'atmosphère de « fin de règne » dans la France des années 1710 gouvernée par un Louis XIV vieillissant, stimule l'opposition à la bulle. Pour être appliquée, cette dernière doit en effet être enregistrée par le Parlement de Paris. Or, celui-ci refuse d'entériner la bulle tant que les évêques de France n'ont pas pris position, estimant que ceux-ci n'ont pas d'ordre concernant la religion à recevoir du pouvoir politique. Les évêques, et avec eux de nombreux ecclésiastiques, s'interrogent publiquement sur la nécessité d'« appeler » à un concile général sur cette question. C'est pourquoi on les nomme les « appelants ». Entre 1713 et 1731, plus de mille opuscules seront publiés sur ce sujet.
Pourtant, le régent Philippe d'Orléans, qui dirige le royaume pendant la minorité de Louis XV, n'est pas un ami des jésuites. Il s'empresse de renvoyer le père Le Tellier, l'ancien confesseur de Louis XIV, qu'il remplace par l'abbé Claude Fleury, un gallican parfois soupçonné de jansénisme, comme confesseur et précepteur du jeune Louis XV. À la demande des évêques refusant la bulle, il écrit au pape Clément XI afin de demander des éclaircissements et des rectifications au sujet de la bulle. Le pape refuse, se réclamant de son infaillibilité. Se sentant solidaire des actions de Louis XIV, le Régent se considère alors comme tenu de faire suite à la promesse de son prédécesseur et recherche un compromis ne froissant ni le pape ni le clergé gallican.

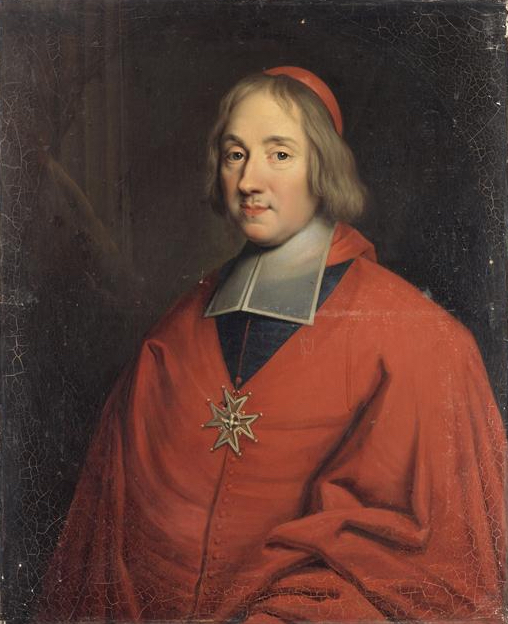
Louis Antoine de Noailles, école française du XVIIIe siècle, d'après Hyacinthe Rigaud. Toile exposée au château de Versailles.

Mais les discussions entre les différentes parties sont un échec et en 1717 l'opposition à la bulle se fait plus directe : en mars 1717, quatre évêques déposent à la Sorbonne un acte notarié réclamant un « concile général » comme appel de la constitution Unigenitus. Ils s'appuient pour cela sur la déclaration des quatre articles de 1682, votée par l'assemblée du clergé et approuvée par Louis XIV. Cette déclaration fondamentale du gallicanisme place en effet le concile général au-dessus du pape. Ces quatre évêques sont Jean Soanen, évêque de Senez, Charles-Joachim Colbert, évêque de Montpellier, Pierre de La Broue, évêque de Mirepoix, et Pierre de Langle, évêque de Boulogne. L'Inquisition condamne cet appel en 1718 et le pape excommunie les évêques et tous les appelants par les lettres Pastoralis officii, ce qui ne les empêche pas de renouveler cet appel en 1719 (accompagnés par l'archevêque de Paris Louis-Antoine de Noailles) et en 1720.
Le Régent décide alors de clore cet épisode par la fermeté. En 1722, il remet en vigueur l'obligation de signer le Formulaire pour obtenir des bénéfices ou des grades universitaires. Cette ligne est conservée à la fin de la régence et de nombreux appelants sont frappés par des lettres de cachet en 1724-1725, et en 1727 Jean Soanen, qui fait figure de chef du mouvement depuis la mort de Pasquier Quesnel, est condamné par le concile d'Embrun dirigé par le futur cardinal de Tencin. Il est exilé par lettre de cachet à La Chaise-Dieu, où il meurt en 1740.
La condamnation de Soanen, que les jansénistes qualifient dans leurs écrits de « brigandage d'Embrun », réveille les appelants, mais le successeur de Noailles à Paris souhaite faire taire les résistances. L'archevêque de Paris (Mgr de Vintimille) fait interdire près de trois cents prêtres jansénistes dans son diocèse, et ferme les principaux centres du parti : le séminaire Saint-Magloire, le collège Sainte-Barbe et la maison de Sainte-Agathe, tous trois à Paris.
En 1730, la bulle devient une loi d'État. Les ecclésiastiques n'ayant pas signé le Formulaire ne peuvent dorénavant plus conserver leurs bénéfices ecclésiastiques, qui sont reconnus vacants.
Les appelants sont, entre 1717 et 1728, plus de sept mille clercs et une trentaine de prélats. Tous ne sont pas jansénistes, mais la frange gallicane et richériste du clergé a été bousculée par l'intransigeance de Clément XI. La répartition territoriale des jansénistes et des autres gallicans dans la France du début du XVIIIe siècle est connue. À son apogée en 1718, le mouvement de l'appel touche quarante-cinq diocèses, mais ce sont essentiellement les diocèses de Paris, Châlons, Tours, Senez et Auxerre qui sont concernés, ainsi que la région lyonnaise.

## La popularisation du jansénisme

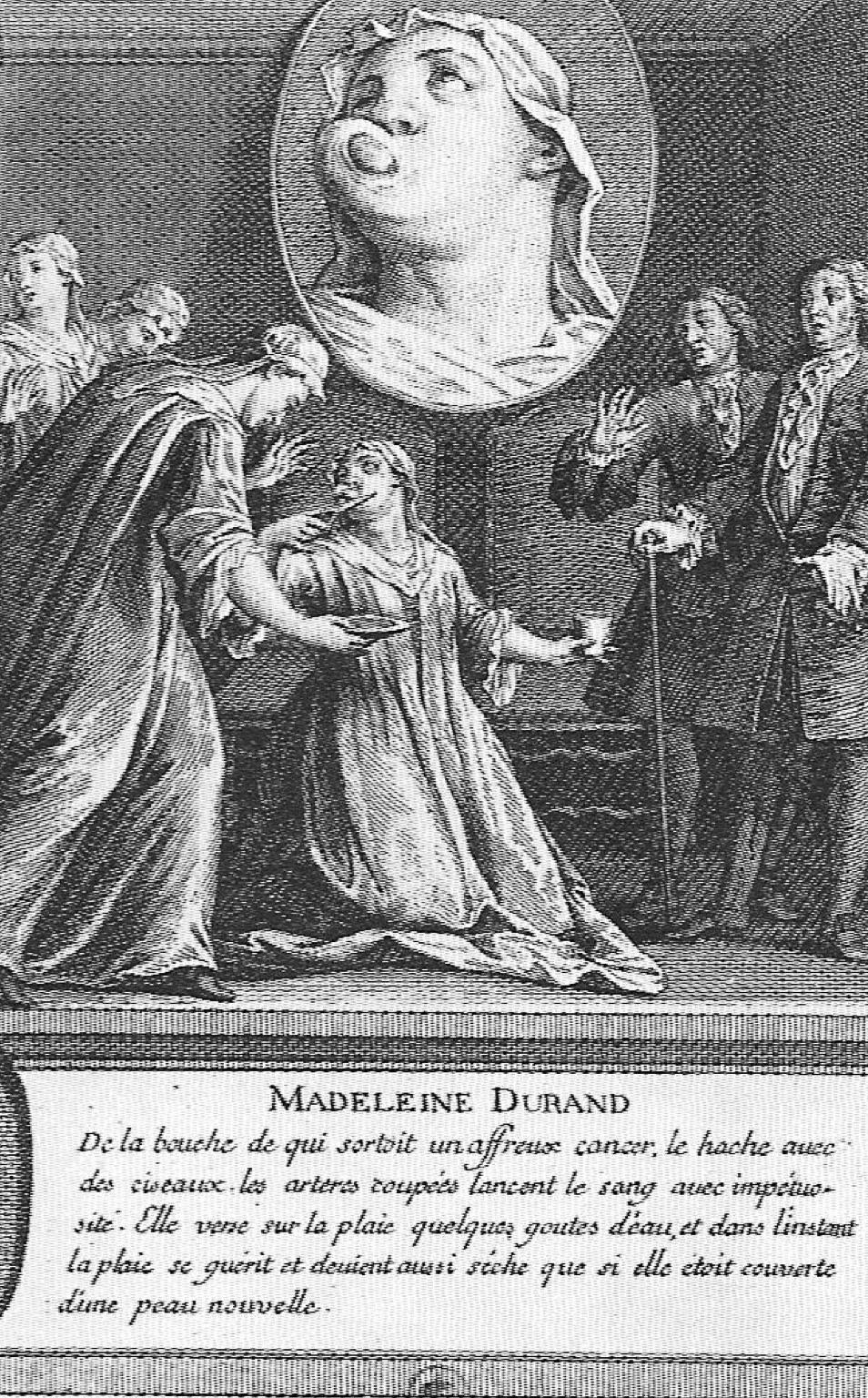
Gravure représentant la guérison de Madeleine Durand et mettant en scène la douleur et la guérison, anonyme, vers 1730.

Les jansénistes, dès le XVIIe siècle, ont eu tendance à s'appuyer sur des récits de miracle pour montrer la justesse de leur cause. Un des premiers et des plus notables est celui de la guérison de Marguerite Périer en 1656 par la Sainte-Épine, qui a lieu alors que le jansénisme commence à être attaqué sérieusement ; il a été suivi durant tout le siècle par de nombreuses relations d'autres miracles. Certains jansénistes ont ainsi une réputation de thaumaturges et leurs reliques sont très demandées. Par exemple, l'abbé de Pontchâteau, Solitaire et « jardinier » de Port-Royal, a eu son cercueil forcé en 1690 après qu'une fillette eut été guérie pendant ses obsèques. De plus en plus, le jansénisme est une affaire populaire, qui fait intervenir le merveilleux. La démocratisation du conflit lié à la bulle Unigenitus auprès des prêtres de paroisse et la répression monarchique ne font qu'augmenter cette tendance. On compte plusieurs miracles liés de près ou de plus loin au jansénisme entre les années 1710 et 1730. Ils ne sont pas directement suscités par les prêtres appelants, mais se déroulent très souvent sur leurs paroisses, comme ce miracle de 1725 où madame Lafosse, la femme d'un ébéniste, est guérie lors de la procession du Saint-Sacrement dans la paroisse Sainte-Marguerite à Paris, où le curé (et porteur de l'ostensoir) est un appelant notoire. Le miracle est reconnu, des processions sont faites, et les faits sont popularisés par des brochures et des gravures de facture populaire qui diffusent la nouvelle.
Le conflit des appelants est soutenu par de nombreuses brochures expliquant très simplement et pédagogiquement les données du problème. Les fidèles sont invités à se forger eux-mêmes leur propre opinion du conflit, sous l'exhortation de prêtres comme l'oratorien Vivien de La Borde. La presse, publique ou clandestine, se mêle également des questions religieuses : ce sont les jésuites qui commencent, avec une brochure antijanséniste appelée Supplément à la Gazette d'Hollande. Les jansénistes répliquent avec les Nouvelles ecclésiastiques ou Mémoires pour servir à l'histoire de la constitution « Unigenitus ».
Cet hebdomadaire circulait déjà sous forme manuscrite, mais il est imprimé à partir de 1728, de façon clandestine. D'un tirage de six mille exemplaires chaque semaine, il touche un très large public, dans tous les milieux sociaux. Il sert également à populariser le débat et à effectuer la liaison entre les différents groupes jansénistes. Il subsiste jusqu'en 1803.

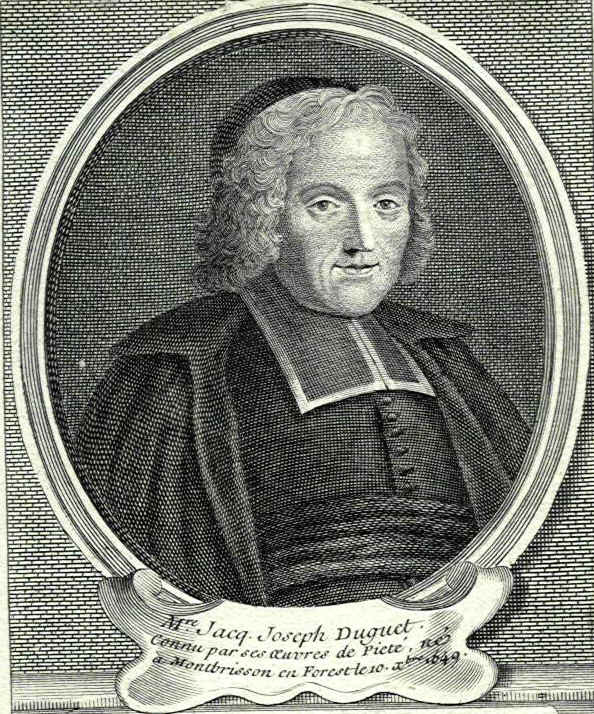
Jacques Joseph Duguet. Gravure anonyme du XVIIIe siècle.

Si les clercs jansénistes ne sont plus seuls dans la lutte, ils vont cependant développer une vision originale du temps de persécution qu'ils vivent, et la propager dans le peuple. Cette analyse est appelée figurisme. Elle est née très certainement de l'enseignement de l'oratorien Jacques Joseph Duguet, vers 1710.
Pour Duguet, de même que l'Ancien Testament préfigurait la venue du Christ, de même les récits et les prophéties des Écritures, notamment l'Apocalypse de Jean, préfigurent (ou sont la « figure ») des événements actuels ou à venir. C'est ainsi que la bulle Unigenitus, qui est une faute du pape et de l'Église, est l'événement préalable à de grands bouleversements qui doivent annoncer le retour du prophète Élie. À la suite de ce retour adviendra le règne du Christ pour mille ans, avec les Juifs enfin convertis, les élus, et les « Amis de la Vérité » qui croient en la grâce efficace. Cette vision du temps et des évènements, principalement enseignée au séminaire de Saint-Magloire à Paris par l'abbé d'Étemare, se répand ensuite dans le clergé et dans le peuple. Pour les jansénistes, c'est une façon d'accepter et de donner un sens à leur persécution et à leur caractère de plus en plus minoritaire. Ils défendent la cause divine, seuls contre une Église et un pouvoir qui ont trahi.
Cette popularisation qui dramatise le jansénisme donne naissance, à partir de 1731, au phénomène des convulsions. Au départ simple série de miracles sur la tombe du diacre Pâris au cimetière Saint-Médard de Paris, il s'agit rapidement d'une nouvelle façon de vivre son opposition à la bulle et au pouvoir royal.
Les convulsions se répandent parmi le peuple parisien et la bourgeoisie moyenne durant les années 1730. Mais il s'agit d'un mouvement extrême qui se restreint rapidement à des groupes de plus en plus fermés, à Paris comme en province. Toutefois il subsiste jusqu'au XIXe siècle.
Leur popularisation s'explique aussi par leur pastorale active en matière d'éducation populaire et d'assistance.

## Le jansénisme parlementaire

### Une conjonction entre jansénisme et parlementarisme
Les parlements de l'Ancien Régime, et notamment celui de Paris, sont depuis longtemps des défenseurs du gallicanisme face à Rome. Depuis le début de la controverse janséniste, ils se sont rangés davantage du côté de celui-ci, renâclant à enregistrer les bulles pontificales condamnant le mouvement.

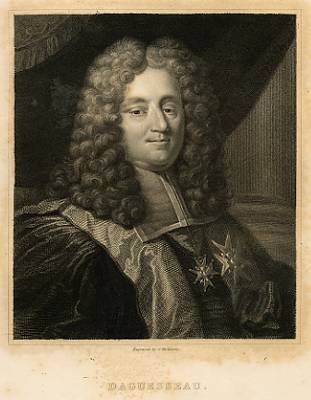
Henri François d'Aguesseau. Gravure anonyme, vers 1820.

Cela se produit encore à l'occasion de la bulle Unigenitus : le procureur général Henri François d'Aguesseau considère que la proclamation de cette bulle est une preuve de la faillibilité des papes. Il encourage les parlementaires à ne pas accepter la bulle et à attendre une réaction des évêques. Il faudra que Louis XIV use de lettres patentes pour forcer l'enregistrement, mais comme de toute façon les lettres Pastoralis officii ne sont pas reçues en 1718, les appelants ne peuvent pas être tout de suite inquiétés. Il faut d'ailleurs un lit de justice pour que la bulle soit enregistrée comme une loi de l'État en 1730, tant la résistance parlementaire est importante.
René Taveneaux, dans son Jansénisme et politique, souligne l'importance du recrutement janséniste parmi les parlementaires du XVIIIe siècle. Le jansénisme a une « assise bourgeoise », selon lui, qui remonte au XVIIe siècle, avec les familles Arnauld, Lemaistre, Pascal et autres, qui sont issues du milieu de « la robe ». Marie-José Michel souligne également l'attirance de familles entières des élites, attirées par Port-Royal et le jansénisme dès le début du mouvement et parle de « jansénisation proliférante des élites ».
La thèse de Lucien Goldmann est qu'il s'agit de l'expression d'une forme d'esprit de classe, qui aurait pris racine dans la Fronde et un mécontentement face à la monarchie centralisatrice. Face à la hausse de pouvoir des commissaires royaux au détriment des officiers (au recrutement bourgeois), ces derniers auraient pratiqué un « retrait critique du monde » de plus en plus contestataire. René Taveneaux modère cette vision influencée par le marxisme et préfère parler de « terrain de rencontre » entre jansénisme et bourgeoisie, arguant que le bourgeois est un homme libre sous l'Ancien Régime, détaché de la hiérarchie seigneuriale, et que cette situation favorable à l'individualisme a pu, chez certains, s'associer facilement avec la morale janséniste, qui préfère l'épanouissement de la vie intérieure aux fastes de la liturgie tridentine, et une réforme morale exigeante plutôt qu'une distribution trop accessible des sacrements. L'assise essentiellement urbaine du jansénisme permet également cette rencontre entre jansénisme et bourgeoisie parlementaire.

### La cause janséniste dans les révoltes parlementaires duXVIIIesiècle
Les parlements, et notamment celui de Paris, sont en rébellion constante contre le pouvoir monarchique pendant le XVIIIe siècle. L'action en faveur du jansénisme et des appelants prend donc toute sa place dans leurs luttes. D'ailleurs, l'arme des jansénistes pour contester à la fois le roi et le pape est une arme juridique : l'« appel comme d'abus ». Il s'agit de protester contre une injustice, de dénier au pape ou à un évêque le droit d'exercer son autorité sur un point précis. Les appelants portent leurs revendications devant le Parlement, organe de justice où les magistrats jansénisants déploient alors leur art oratoire et un arsenal juridique important pour mêler la question janséniste à la défense de l'indépendance des parlements et s'accorder le soutien des parlementaires gallicans et réfractaires au pouvoir royal. Cependant « le plus souvent, les magistrats jansénistes ont soigneusement évité toute référence aux convictions religieuses, conscients qu'un discours théologique aurait été inadmissible dans une assemblée de juges ». Le jansénisme est donc facilement confondu avec les luttes parlementaires incessantes du XVIIIe siècle, tandis que son aspect théologique s'estompe. Sur le plan quantitatif, le poids des jansénistes est modeste. Pour Paris, il s'agit d'environ un quart des magistrats dans les années 1730, ainsi que d'un groupe d'avocats suffisamment influents pour provoquer deux grèves générales de leur ordre en 1732 dans le but de soutenir le Parlement.
Parmi ces avocats influents, on peut distinguer Louis Adrien Le Paige. Bailli du Temple, il dispose du droit d'asile et est ainsi une des plaques tournantes les plus importantes du réseau janséniste, profitant de sa situation pour abriter de nombreux libelles interdits. Il protège également la caisse de financement des jansénistes, la fameuse boîte à Perrette, objet de curiosité et de nombreux fantasmes chez les anti-jansénistes. Un autre de ces avocats est Gabriel-Nicolas Maultrot. Il est surnommé l'« avocat du deuxième ordre » en raison des nombreux prêtres appelants qu'il défend.

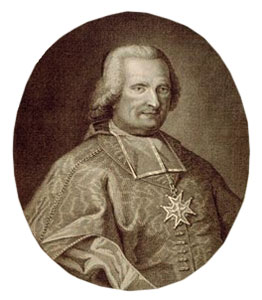
Christophe de Beaumont, archevêque de Paris, institua les « billets de confession ». Anonyme, XVIIIe siècle.

Le plus important des conflits impliquant les parlementaires et le jansénisme est l'affaire des « billets de confession ». En 1746, l'archevêque de Paris Christophe de Beaumont décide que les fidèles doivent pouvoir justifier d'un billet de confession signé d'un prêtre favorable à la bulle Unigenitus pour pouvoir recevoir les derniers sacrements. Cette mesure rencontre une très importante opposition, et de nombreuses procédures ont lieu, qui sont cassées par le Conseil du roi. En 1749, une importante manifestation a lieu à l'occasion de l'enterrement d'un principal de collège janséniste qui est mort sans confession. Parmi les quatre mille personnes qui composent le cortège, on trouve de nombreux parlementaires.
La seconde moitié du XVIIIe siècle est marquée sur le plan religieux par l'expulsion des jésuites en 1764, qui réconcilie un temps jansénistes et pouvoir royal. Mais la fronde des magistrats gagnés au jansénisme face à la politique du chancelier Maupeou et du Triumvirat débouche sur l'exil du Parlement. Ses membres les plus radicaux rejoignent ce qu'on appelle le « parti patriote », fer de lance de la contestation pré-révolutionnaire. La synthèse de leurs combats et de leurs revendications, dans leur dialogue avec les thèses rousseauistes, devait à la faveur des événements de 1789, donner corps aux prémices idéologiques de la Révolution française.

## Jansénisme et Révolution française

### Le rôle des jansénistes dans la Constitution civile du clergé

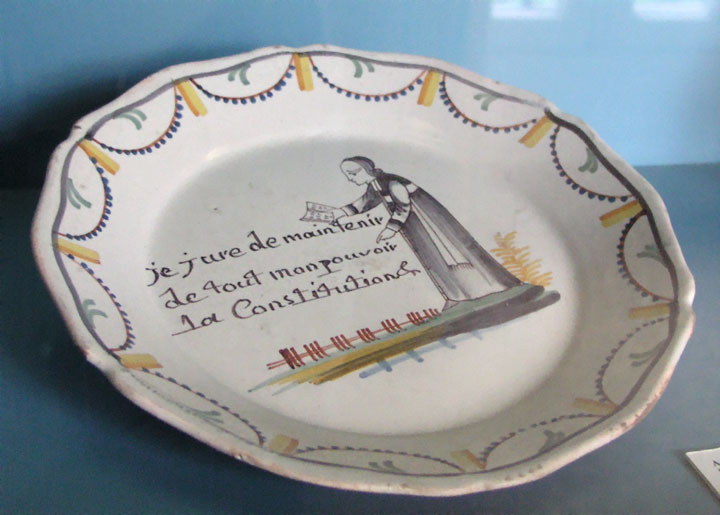
Assiette célébrant la Constitution civile du clergé, 1790, musée Carnavalet.

On trouve parmi les défenseurs de la Révolution française dès ses débuts des personnalités connues pour leur gallicanisme, leur sympathie pour le jansénisme et un richérisme plus ou moins marqué. Le rôle des jansénistes pendant la Révolution est essentiellement dû au caractère ecclésiologique d'un jansénisme tardif très teinté de gallicanisme et de richérisme.
Le rôle des prêtres jansénisants est noté dès les débuts de la Révolution. En effet, sans le ralliement de quelques curés au tiers état lors de l'assemblée des États généraux de 1789, celui-ci n'aurait pu se déclarer « Assemblée nationale » le 17 juin 1789. Or ces prêtres sont menés notamment par l'abbé Grégoire, dont l'attachement à Port-Royal et au jansénisme est connu. Grégoire partage en outre avec les jansénistes une vision figuriste de l'histoire, ce qui lui fait dire que la Révolution est une part de l'accomplissement des desseins de Dieu. Autour de Grégoire et des prêtres favorables à la Révolution, majoritairement gallicans et richéristes, se regroupent d'autres jansénistes issus du monde parlementaire. Ainsi Louis Adrien Le Paige est globalement favorable à la Révolution. De même, Armand-Gaston Camus et Jean-Denis Lanjuinais sont des parlementaires réputés, qui s'impliquent fortement dans les évènements révolutionnaires tout en restant attachés à la cause janséniste. Lanjuinais est notamment membre du Comité ecclésiastique qui prépare la Constitution civile du clergé. L'importance des jansénistes lors de la rédaction de cette constitution, si favorable à leurs demandes sur bien des points, fait que l'abbé Sieyès s'en prend à ceux qui « semblent n'avoir vu dans la Révolution, qu'une superbe occasion de relever l'importance théologique de Port-Royal et de faire l'apothéose de Jansenius sur la tombe de ses ennemis ». La Constitution civile du clergé satisfait les jansénistes sur de nombreux points : elle met fin à certaines pratiques qui étaient largement critiquées, par exemple la non-résidence des évêques dans leur diocèse ou les bénéfices non canoniques. Elle remet en vigueur les synodes diocésains, réduit considérablement l'influence du pape et réprouve les formulaires du type de celui d'Alexandre VII. Enfin, elle satisfait la frange richériste du clergé en mettant en place l'élection au sein de l'Église gallicane et en promouvant la coopération entre curés et prélats, plutôt qu'une relation de subordination.

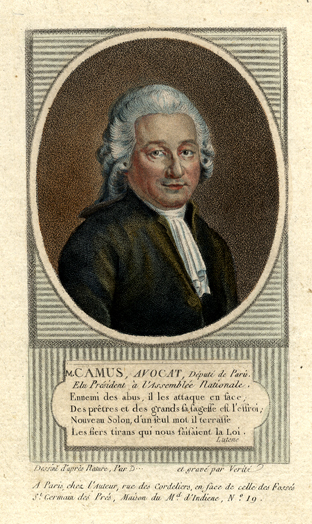
Armand-Gaston Camus, l'un des auteurs de la Constitution civile du clergé.

Pour ces jansénistes, la Constitution civile du clergé et toute la législation ecclésiastique qui en découle ne sont que l'aboutissement des luttes religieuses et parlementaires du XVIIIe siècle. Dale K. Van Kley note cinq points qui regroupent particulièrement les intérêts des jansénistes gallicans et ceux de la France des débuts de la Révolution, et que le canoniste Armand-Gaston Camus développe particulièrement :
- L'administration des biens ecclésiastiques revient à la hiérarchie, mais leur propriété revient à l'Église de France dans son ensemble. Par propriété et biens, on entend non seulement les biens temporels mais aussi les « clefs spirituelles », c'est-à-dire les sacrements et les anathèmes.
- Or l'Église n'est pas constituée seulement de sa hiérarchie cléricale, mais de l'ensemble des fidèles catholiques. Comme la France est quasiment intégralement composée de catholiques, on peut considérer que l'Assemblée nationale, qui regroupe tous les Français, est une représentation de l'Église. Elle peut donc déclarer que les biens de l'Église sont biens de la Nation, les vendre pour rembourser la dette nationale ou payer les prêtres et les évêques.
- D'ailleurs il n'y a pas d'usurpation puisque l'État n'agit que sur les aspects publics, extérieurs et temporels de la mission de l'Église, laissant à cette dernière sa part spirituelle. Même lorsqu'elle supprime des ordres monastiques, redessine la carte ecclésiastique ou abroge le Concordat de 1516, l'Assemblée nationale nie qu'elle affecte la mission spirituelle du clergé.
- Les suppressions d'ordre sont justifiables parce que le sacrement d'ordination est purement spirituel, et donne à celui qui le reçoit le pouvoir illimité et illimitable de prêcher et de distribuer les sacrements. En revanche, l'exercice réel de ce pouvoir est du ressort de l'Assemblée puisqu'il est temporel. On peut donc refuser à un prêtre non jureur d'avoir une paroisse, par exemple.
- Pour rassurer en dernier lieu, Camus rappelle que l'Église primitive était un modèle d'autorité spirituelle détachée du temporel, et que l'Église constitutionnelle ne fait que revenir à cette pureté. Elle peut donc s'affranchir de l'agrément du pape, qui n'est pas supérieur aux évêques.

L'influence janséniste et gallicane dans la Constitution civile du clergé explique sans doute pourquoi autant des nouveaux évêques constitutionnels sont classés parmi les jansénistes ou au moins parmi leurs sympathisants. Ainsi, outre Grégoire, évêque de Blois et chef de facto de l'Église constitutionnelle, on trouve Claude Debertier, Jean-Baptiste Pierre Saurine, Louis Charrier de La Roche et une quinzaine d'autres qui, sans être forcément appelants, se définissent toutefois fortement par le janséniste et le richérisme.
Laïcs et clercs se retrouvent au sein de la Société de philosophie chrétienne, qui poursuit au cœur de la Révolution des études religieuses dans un esprit fortement janséniste. Cette société publie dans les dernières années de la Révolution les Annales de la religion, journal lui aussi gallican et janséniste, qui publiera notamment la première mouture des Ruines de Port-Royal des Champs en 1801 de l'abbé Grégoire. Les membres de la Société font fréquemment des séjours de réflexion à Port-Royal des Champs et sont en lien étroit avec les jansénistes italiens Eustache Degola et Scipione de' Ricci.
Il y a toutefois un nombre non négligeable de jansénistes à refuser totalement la Révolution. Du côté des ecclésiastiques, les plus connus à l'époque sont Henri Jabineau et Dom Deforis. Mais d'autres, comme les abbés Mey, Dalléas, et le clergé oratorien de Lyon, sont également très en pointe contre la Constitution civile du clergé. Ils sont secondés par des canonistes comme Gabriel-Nicolas Maultrot, et par de pieux laïcs tels que Nicolas Bergasse à Lyon ou Louis Silvy à Paris. Certains, comme Augustin-Jean-Charles Clément, janséniste notoire, ne signent qu'avec beaucoup d'hésitation le serment de fidélité à la constitution.
Au sortir de la Révolution, lorsqu'est signé le concordat de 1801, les derniers jansénistes se rangent dans l'Église de France, avec une réserve discrète face à certaines pratiques ou sacrements. Seuls les groupes convulsionnaires ont une position radicale.

### Un rôle nettement amplifié par l'historiographie
« Laissez la Constituante, une fois sortie des discussions orageuses qui marquent son début et du vote de ses grandes lois d'État, aborder la constitution civile du clergé, l'inspiration janséniste va présider l'organisation de la nouvelle Église. Camus triomphera de Louis XIV ; le comité ecclésiastique vengera les cendres de Port-Royal, et les législateurs jansénistes qui ont tant parlé de rendre au clergé l'organisation de la primitive Église la ramèneront en effet au martyre. »

— Abbé Sicard, L'Ancien Clergé de France, 1893

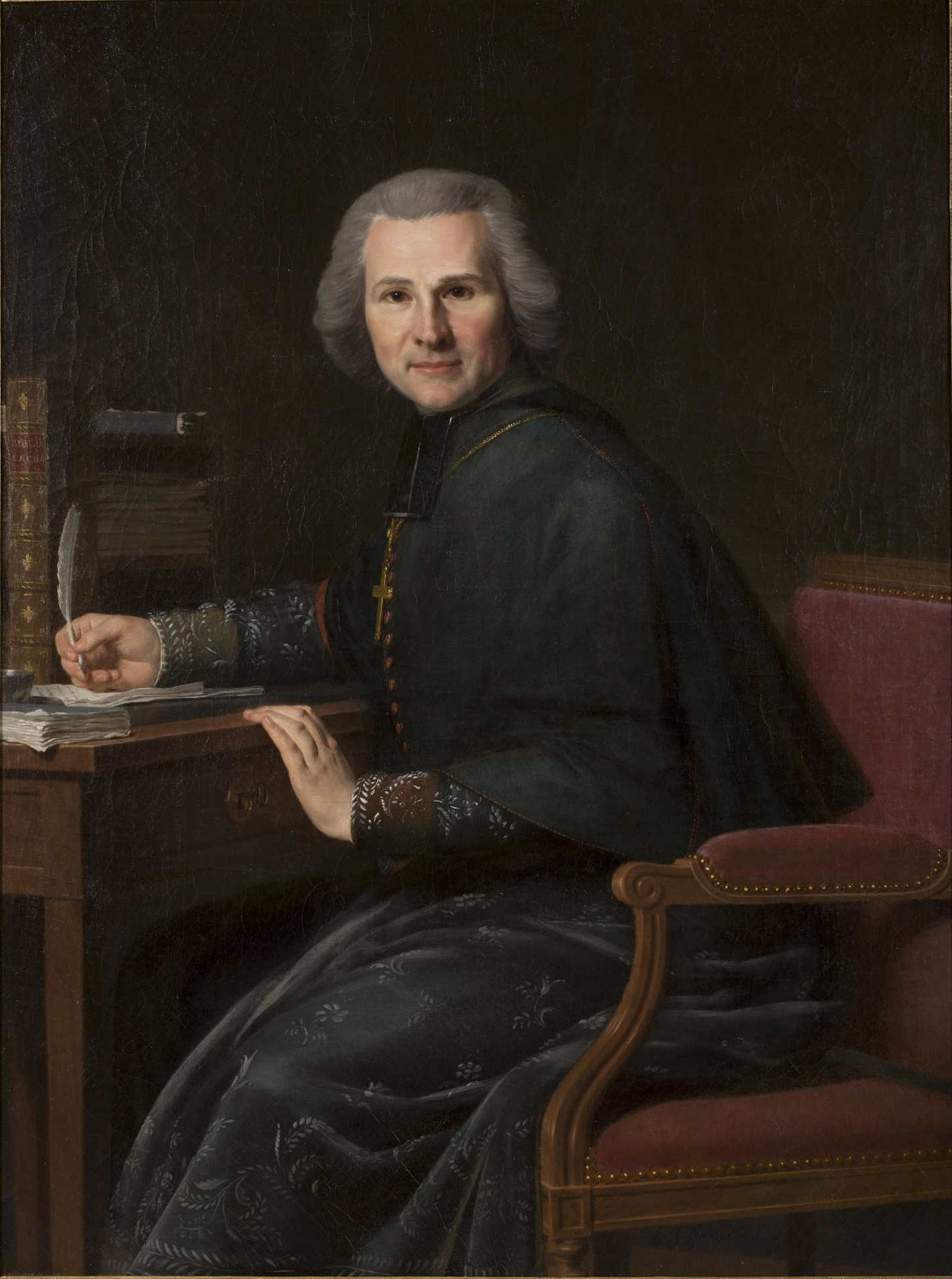
Portrait de l'abbé Grégoire à sa table de travail, anonyme, XIXe siècle.

Le jansénisme est souvent cité sinon comme l'une des causes de la Révolution française, du moins comme ayant façonné l'état d'esprit nécessaire à son déclenchement. Cette accusation a d'abord été formulée par des contre-révolutionnaires, qui voyaient les jansénistes comme des alliés des protestants et des francs-maçons, autres responsables supposés de la chute de la monarchie française. Même si les motifs de cette accusation sont erronés, il existe un lien fort entre jansénisme et Révolution.
Pour les contre-révolutionnaires et les ultramontains du XIXe siècle, le jansénisme est accusé d'avoir préparé et accompagné la Révolution pour les raisons suivantes :
- Il a entretenu un esprit séditieux. Ses révoltes et ses résistances contre les papes et les rois sont un mauvais exemple pour le peuple, qui peut reproduire en politique l'attitude religieuse des jansénistes.
- Il a découragé les fidèles. Ceux-ci ont préféré s'éloigner de la religion plutôt que de satisfaire les exigences des curés jansénistes. Cette accusation s'appuie sur la concordance des répartitions géographiques des prêtres appelants et constitutionnels pendant la Révolution et des zones de déchristianisation. Les corrélations observées sont toutefois d'interprétation délicate.
- Par son association au gallicanisme, il a été source d'un schisme en France sous la Révolution, entre le clergé constitutionnel, favorable à une Église nationale, et le clergé réfractaire, qui suit la condamnation de la constitution civile du clergé par le pape Pie VI.
- Enfin, le jansénisme est souvent associé au républicanisme, parce qu'il se dissocie de la vie de Cour, parce que les Solitaires ont donné une image de République des Lettres, et parce que des personnalités politiques de premier plan sous la Révolution, comme l'abbé Grégoire, ne cachaient pas leur attachement à Port-Royal.

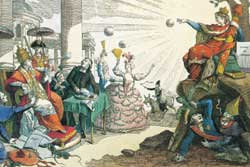
Illustration humoristique des bulles du XVIIIe siècle. Forte de la Déclaration des droits de l'homme et du citoyen de 1789, la France renvoie au pape les bulles pontificales. Gravure anonyme, XVIIIe siècle.

Du côté des républicains du XIXe siècle, assez favorables à Port-Royal et au jansénisme en tant que mouvements ayant combattu la monarchie absolue et l'autorité pontificale, on trouve également des défenseurs de la théorie selon laquelle les jansénistes sont largement responsables du déclenchement de la Révolution. Ainsi Jules Michelet, Louis Blanc, Henri Martin ou Charles-Louis Chassin sont-ils partisans d'une origine en partie janséniste de la Révolution.
Or s'il est possible d'associer jansénisme et Révolution hors du domaine religieux, c'est parce qu'il y a une tradition de contestation chez les jansénistes et parce que socialement ceux qui font la Révolution (petite et moyenne bourgeoisie urbaine, monde juridique et parlementaire) sont les mêmes que ceux qui avaient embrassé la cause de l'Appel au XVIIIe siècle.
Certains (notamment parmi les jésuites) ont été persuadés de l'existence d'un complot janséniste visant à renverser le pouvoir monarchique. Au début du XXe siècle des historiens, tels que Louis Madelin et Albert Mathiez, réfutent cette thèse du complot janséniste et mettent en évidence davantage une conjonction de forces et de revendications, tant pour le déclenchement de la Révolution que pour la Constitution civile du clergé. Le fait que l'explication de la Révolution doit faire appel à plusieurs causes, dont le jansénisme n'est qu'une parmi d'autres, fait désormais consensus chez les historiens.

## Le jansénisme hors de France
Le problème de la grâce concerne l'ensemble des pays catholiques au XVIIe siècle et le jansénisme, né hors du royaume de France, n'est pas resté circonscrit à la France. Toutefois, pendant la première période du jansénisme, c'est-à-dire le XVIIe siècle, l'essentiel de l'histoire du jansénisme se déroule dans le royaume. C'est avec la bulle Unigenitus que le jansénisme franchit véritablement ses frontières.

### À Louvain
L'université de Louvain, lieu de naissance de l’Augustinus, est restée depuis l'époque de Jansenius fidèle à la doctrine augustinienne. Les papes sont moins exigeants avec elle, sans doute parce qu'ils ne disposent pas du relais politique qu'est Louis XIV en France. Jusque dans les années 1690, on ne demande pas de précision quant au droit et au fait lors des signatures de Formulaire. Par deux fois l'archevêque de Malines, Humbert de Precipiano, tente de durcir les conditions de signatures, mais il perd en procès contre l'université. Ce n'est qu'en 1710 que la signature pure et simple du Formulaire est rendue obligatoire.
La bulle Unigenitus est acceptée sans questions dès 1715, mais les lettres Pastoralis officii de Clément XI provoquent de violents conflits entre l'archevêque de Malines et l'université. Après des procès, des épisodes de refus de sacrements semblables à ce qui se passa en France dans les années 1740 et des exils de docteurs en direction de la Hollande, l'université se soumet apparemment à la bulle et à son application en 1730.
L'université de Louvain fut, avec Baïus et Jansénius, le berceau du jansénisme et resta, durant les XVIIe et XVIIIe siècles jusqu'à sa suppression, le bastion et la plaque tournante de la théologie augustinienne dite janséniste, en Europe, avec des professeurs comme Jansenius, Pierre Stockmans, Néercassel, Josse Le Plat et surtout le fameux Van Espen et ses disciples Febronius ou Charles Lambrechts, professeur de droit canonique, recteur de l'université de Louvain en 1786, franc-maçon, comme plusieurs autres professeurs de l'université de Louvain, et futur ministre de la justice de Napoléon Ier, et comme le dit Henri Francotte : « le jansénisme régnait en maître à l'université de Louvain ».
Encore en 1818, le comte Charles Lambrechts, ancien recteur de l’université de Louvain, ex-sénateur et ministre de Napoléon, rappelait les vexations du clergé catholique contre son prédécesseur Van Espen : « Les empiétements du clergé catholique et ses prétentions étaient si vexatoires, que, dans un temps où sa religion était dominante, on n'avait trouvé d'autre remède contre ses abus de pouvoir, que les appels dont il s'agit : C'est ce qui engagea le célèbre Van Espen à écrire, à l'âge de quatre-vingts ans, son traité De recursu ad principem, afin d'opposer une digue aux abus toujours renaissants des juridictions cléricales ; mais ce vertueux ecclésiastique, qui distribuait aux pauvres tous les revenus de la chaire de droit canonique qu'il occupait à l'université de Louvain, fut bientôt obligé d'avoir pour lui-même recours à l'appel comme d'abus ; encore, ce remède ne put-il le sauver entièrement de la persécution des prêtres intolérants. Chargé d'années, de gloire et d'infirmités, il fut contraint de chercher en Hollande ; un abri contre leurs vexations ; il mourut bientôt à Amsterdam dans des sentiments de piété et de résignation, après avoir employé sa vie à défendre la discipline et les usages de la primitive Église, dont il était le plus zélé ».

### Dans les Provinces-Unies
Les Provinces-Unies sont le lieu d'exil de nombreux jansénistes français. Ceux-ci se regroupent d'abord à Amsterdam, puis de plus en plus à Utrecht. Cette petite ville est le siège depuis le XVIe siècle de la mission de Hollande visant à la conversion des Néerlandais devenus en grande partie réformés. Le statut minoritaire du catholicisme permet paradoxalement une plus grande liberté à l'Église locale, qui élit son évêque et le fait confirmer par le pape, même s'il ne porte que le titre de « vicaire apostolique » pour ne pas irriter le gouvernement.
Les relations entre Utrecht et le jansénisme français sont précoces, puisque l'évêque Jean van Neercassel, oratorien et ami de Bossuet et d'Antoine Arnauld, fait plusieurs voyages à Port-Royal des Champs entre 1662 et sa mort en 1686. Son successeur, Pierre Codde, refuse de signer le Formulaire, se réclamant de la Paix de l'Église. En 1702, il est convoqué à Rome, jugé et destitué. Le pape nomme à sa place un provicaire apostolique qui est rejeté par la population locale. Lorsque Pierre Codde meurt en 1710, l'Inquisition le déclare indigne d'une sépulture ecclésiastique et interdit qu'on prie pour son âme. De cette époque date la séparation d'une partie de l'Église d'Utrecht avec Rome.
À la suite de la révolte d'une minorité des fidèles d'Utrecht, mais d'une partie majoritaire de son clergé, le Saint-Siège déclare que les chapitres d'Utrecht et de Haarlem sont supprimés et retire au clergé son autorité sur les fidèles de ces territoires. Les chanoines d'Utrecht restent près de quinze ans sans évêque, administrés essentiellement par des jansénistes français exilés. Des évêques français ordonnent également des prêtres hollandais pour assurer la pérennité de cette petite Église schismatique.
En 1724, Utrecht se dote à nouveau d'évêques. En effet, l'appelant Dominique-Marie Varlet, évêque coadjuteur du diocèse in partibus de Babylone, se fixe dans les Provinces-Unies après des démêlés houleux avec le Saint-Siège. Il accepte d'ordonner successivement quatre évêques élus par le chapitre d'Utrecht. C'est de là qu'est née la Petite Église d'Utrecht, aujourd'hui appelée Église vieille-catholique. À chaque nouvelle ordination d'évêque, l'Église envoie une demande d'institution canonique au pape, qui le condamne invariablement comme schismatique.
Les liens entre Église d'Utrecht et jansénistes français sont nombreux et durables. De lieu de refuge au XVIIIe siècle, Utrecht est devenu lieu de conservation de la mémoire et des traditions jansénistes. On trouve à Utrecht et à Amersfoort (où était installé le séminaire) de nombreuses archives provenant de jansénistes français. Les fonds de la boîte à Perrette servent régulièrement à financer une partie de la vie de cette Église. Les jansénistes français ont espéré, jusqu'au cœur du XIXe siècle, faire ordonner par Utrecht des prêtres pour fonder une Église de même sorte en France, sans que ce projet n'ait jamais abouti.

### En Italie
L'influence du jansénisme en Italie s'explique notamment par le morcellement politique de la péninsule en de nombreux États traditionnellement hostiles à la papauté. Les relations avec les jansénistes français s'établissent dès le XVIIe siècle, grâce aux contacts qui se nouent à l'intérieur des ordres religieux, surtout bénédictins et dominicains. La république de Venise joue un rôle important dans la traduction (en latin ou en italien) et la diffusion des textes jansénistes français. Toutefois, les idées jansénistes n'eurent d'impact que dans le nord de l'Italie et ne pénétrèrent pas au-delà de Rome.
Au XVIIIe siècle, ce sont surtout le royaume de Piémont-Sardaigne et le grand-duché de Toscane qui sont influencés par le jansénisme. Par sa proximité de la France, et du fait qu'il est en partie francophone, le Piémont offre un refuge idéal aux jansénistes. Ainsi, Jacques Joseph Duguet se réfugie un temps à l'abbaye de Tamiers, tandis que d'autres trouvent asile à Chambéry. Prenant parti contre la bulle Unigenitus, Victor-Amédée II de Savoie chasse les jésuites de son royaume et les remplace par des port-royalistes exilés. En 1761, l'évêque d'Asti incite les prêtres à prendre publiquement position en faveur de l'Église d'Utrecht. Les jansénistes en exil eurent donc une véritable influence dans cette partie de l'Italie.
Dans les territoires italiens sous domination autrichienne, la situation est plus complexe. Le jansénisme fait ici la rencontre du joséphisme, qui guide alors la politique autrichienne. Il s'agit davantage de contrer l'influence du pape et des jésuites, par l'application d'un principe de supériorité de l'État sur les affaires religieuses en mettant en action des principes proches du gallicanisme. Le jansénisme y est donc plus modéré religieusement, mais plus dur politiquement, car il est mêlé d'un fort richérisme. L'impératrice Marie-Thérèse d'Autriche fait ouvrir à Vienne un séminaire œuvrant dans l'esprit port-royaliste en 1761, fait appel à des professeurs de Louvain et de Hollande, et a comme confesseur un janséniste influent, l'abbé de Terme. Celui-ci fonde d'ailleurs Nouvelles ecclésiastiques à Vienne en 1784.

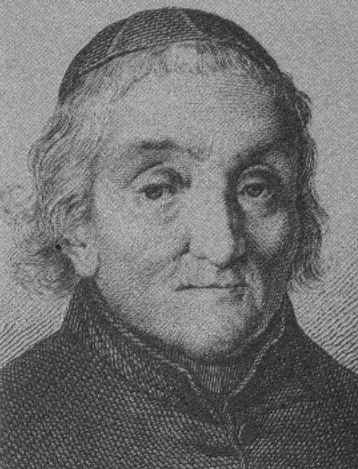
Pietro Tamburini (1737-1827), une des figures du jansénisme en Italie. Anonyme, gravure du XIXe siècle.

En Lombardie, territoire administré directement par Vienne, les théologiens Pietro Tamburini, professeur au séminaire de Brescia puis à l'université de Pavie, et Giuseppe Zola propagent des idées richéristes et profondément imprégnées de jansénisme. Ils publient des travaux sur la grâce dans le même esprit que ceux des théologiens port-royalistes. Leurs travaux influencent de nombreux ecclésiastiques, dont Scipione de' Ricci, évêque de Pistoia et de Prato. Il était auparavant vicaire général de Florence, où il aidait le grand duc Pierre-Léopold à mener à bien ses réformes religieuses. Ricci est en outre intéressé par le mouvement convulsionnaire, et cherche à transformer son diocèse selon ses convictions. Ainsi il fait introduire dans son diocèse le Catéchisme de Montpellier, particulièrement apprécié des jansénistes, distribue à ses curés les Réflexions morales de Pasquier Quesnel et convoque finalement un synode à Pistoia en 1786 pour faire accepter ses orientations jansénistes. Il est fermement désavoué par Rome et doit démissionner en 1791, alors que ses positions sont condamnées par la bulle Auctorem fidei en 1794.
La république de Gênes est également touchée par le jansénisme. Les écrits port-royalistes y sont largement diffusés. Ainsi un prêtre génois, Eustache Degola, prend contact avec les jansénistes français à la fin du XVIIIe siècle, et notamment avec Henri Grégoire. Au moment du Concordat de 1801, il voyage avec Grégoire dans toute l'Europe et ensuite s'attache entre 1801 et 1810 au site de Port-Royal des Champs. Il a également une influence non négligeable sur les élites italiennes francophiles. Ainsi, il convertit la comtesse Manzoni, née de religion calviniste, et mère du grand poète italien Alessandro Manzoni lors d'un de ses passages à Paris. L'influence du jansénisme italien sur les pères fondateurs du Risorgimento est notoire, puisque le comte Camillo Cavour, père de l'unité italienne, ou encore Giuseppe Mazzini, révolutionnaire italien, ont été baignés dans l'éducation de prêtres jansénistes.

## Le jansénisme auXIXesiècle?
Le XIXe siècle est le dernier siècle où le jansénisme, réel ou supposé, est encore une force qui peut compter dans l'Église. Sous ce terme ont tendance à être amalgamés à la fois les véritables descendants spirituels et matériels des jansénistes des XVIIe et XVIIIe siècles, ceux qui forment entre autres la Société de Port-Royal, et les partisans du gallicanisme qui tentent une dernière fois de s'imposer avant leur disparition à la suite du concile Vatican I. La querelle théologique sur la grâce et le rôle du pouvoir pontifical ayant pris fin lors de ce concile, qui proclame l'infaillibilité pontificale, le jansénisme disparaît peu à peu des préoccupations théologiques.
Le jansénisme devient alors plutôt une manière d'être, un qualificatif synonyme d'austérité et de rigueur, plus qu'une doctrine théologique. Ainsi Léon Séché décrit-il le jansénisme et les jansénistes en 1891 :

« La vieille querelle du jansénisme a fait son temps, et la dénomination de janséniste, loin de nuire à ceux qu'elle vise, est plutôt faite pour leur concilier l'estime et le respect. […] Car il y a un état d'esprit janséniste, comme il y a un état d'esprit orléaniste. C'est assez difficile à définir, mais cela est. […] Dans la vie privée, si cet homme est un tant soit peu janséniste, il sera mystérieux et renfermé, rigide et sévère de mœurs. Simple et droit, sobre et dur pour son corps, il ne passera rien aux autres sous le rapport de la conduite. Crédule jusqu'à la superstition, il tirera toutes sortes d'horoscopes des Écritures et verra le doigt de Dieu partout. En politique, il pourra être monarchiste aussi bien que républicain, la forme du gouvernement lui étant, en somme, indifférente, mais il sera toujours constitutionnel et libéral. En religion, il pourra ne pas pratiquer, n'approcher jamais des sacrements, et se croire un très bon chrétien. »

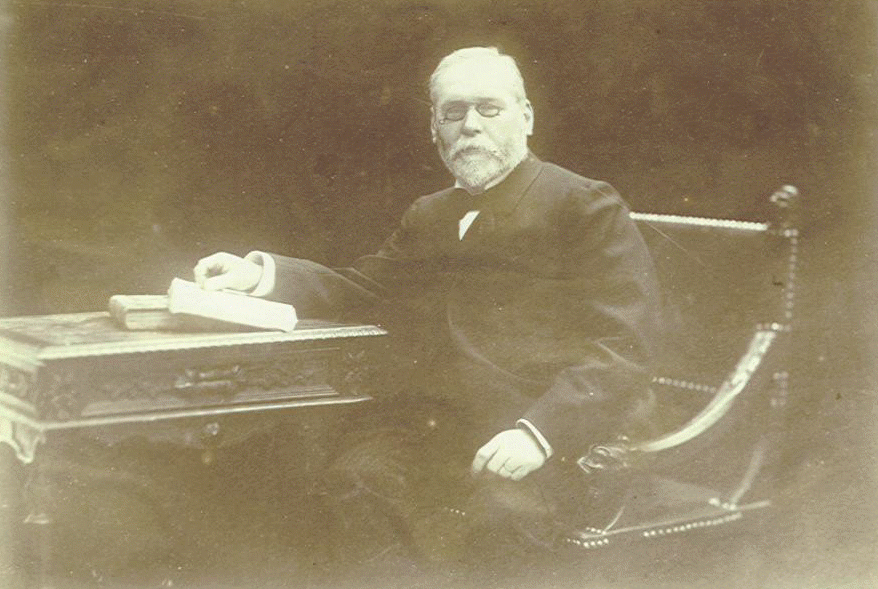
L'historien du jansénisme Augustin Gazier. Anonyme, photo prise entre 1890 et 1922.

Cependant, quelques combats sont encore menés contre l'ultramontanisme et pour la défense de la mémoire de Port-Royal et du jansénisme. Ainsi, des journaux paraissent tout au long du XIXe siècle, défendant la tradition gallicane et janséniste de l'Église de France. Après la disparition des Annales de la religion en 1803, Henri Grégoire et quelques survivants de l'Église constitutionnelle dont Claude Debertier publient entre 1818 et 1821 la Chronique religieuse, qualifiée par Augustin Gazier de « revue de combat ». On y défend les curés constitutionnels ayant refusé de se soumettre au Concordat de 1801 et qui sont privés de cure et parfois de sacrements par leurs évêques (à l'image de Grégoire lui-même). Le ton est ouvertement gallican et défend le jansénisme tout en niant que celui-ci soit autre chose que la doctrine traditionnelle de l'Église : « Le jansénisme, c'est la doctrine de la grâce efficace par elle-même, c'est-à-dire la nécessité, pour tout bonne œuvre, d'une grâce par laquelle Dieu produit en nous le vouloir et l'action. Or telle est la doctrine de l'Église ; donc ceux qui s'y sont attachés sont de bons et purs catholiques ». Le ton est moins violent que dans les Nouvelles ecclésiastiques ou les Annales de la religion.
Quelques années plus tard, renaît un journal de défense, conçu sur le même principe : la Revue ecclésiastique. Cette revue mensuelle paraît de 1838 à 1848. Elle est conçue, financée et distribuée par les hommes de la société janséniste parisienne regroupés au sein de la Société de Port-Royal. L'organisation en est très hiérarchisée et repose sur un noyau de membres titulaires qui délèguent l'écriture d'articles à des correspondants de province. La Revue ecclésiastique se fait surtout connaître par les dures polémiques qu'elle entretient avec les publications ultramontaines. Mais elle reste toujours dans la limite de la correction verbale, malgré la pratique généralisée du pseudonyme pour les rédacteurs des articles. Ceux-ci appuient leurs raisonnements sur la lecture des nombreux ouvrages canoniques, historiques et théologiques contenus dans les bibliothèques jansénistes parisiennes. La revue n'apprécie pas du tout la publication du Port-Royal de Sainte-Beuve :

« Deux raisons nous ont empêché jusqu'ici de parler de l'ouvrage de M. Sainte-Beuve. 1° le peu de valeur réelle d'un livre où l'auteur se pose en homme du monde et en philosophe pour juger des actes, des doctrines et des sentiments d'hommes essentiellement et avant tout chrétiens; 2° L'étendue et la difficulté du travail à faire pour relever toutes les erreurs et les bévues où M. Sainte-Beuve devait nécessairement tomber en se plaçant au point de vue qu'il a choisi. »

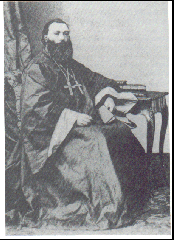
Wladimir Guettée en costume de prêtre orthodoxe. Anonyme, photo prise en 1869.

La dernière revue destinée à défendre le jansénisme au XIXe siècle est L'Observateur catholique. Celui-ci paraît de 1855 à 1864. Il est d'abord animé par d'anciens rédacteurs de la Revue ecclésiastique, rejoints rapidement par un prêtre au caractère affirmé, défenseur du gallicanisme et pourfendeur des jésuites : Wladimir Guettée. L'Observateur catholique est une revue au ton polémique affirmé, qui détaille dans ses colonnes ce qu'il considère comme les errements de l'Église de France. Les échanges avec L'Univers de Louis Veuillot sont rudes. La revue crée également un scandale en 1856 en commentant longuement et durement chacun des cours sur Port-Royal et le jansénisme donnés à la faculté de théologie par le jeune abbé Charles Lavigerie, jusqu'à ce que celui-ci finisse par renoncer à son cours au bout de deux ans. La revue cessera de paraître dans une certaine confusion, lorsque l'abbé Guettée se convertit à l'orthodoxie en 1861.
Mais le jansénisme au XIXe siècle est également une posture, un qualificatif alloué à certains politiques ou intellectuels représentant une rigueur morale et un attachement aux principes gallicans. C'est ainsi qu'un certain nombre de parlementaires de la Restauration, de la monarchie de Juillet ou de la Troisième République sont fréquemment associés au jansénisme, comme Pierre-Paul Royer-Collard, Victor Cousin ou Jules Dufaure.
Au XXe siècle, à l'instar de Gustave Flaubert qui écrit dans son Dictionnaire des idées reçues : « Jansénisme : on ne sait pas ce que c'est, mais il est chic d'en parler », le qualificatif de « janséniste » est le plus souvent accolé à des personnalités n'ayant d'autre trait en commun avec les jansénistes du XVIIe siècle qu'une rigueur et une austérité qu'on remarque : Lionel Jospin est ainsi décrit comme représentant « la démocratie janséniste, exigeante, rigoureuse », tandis que le torero José Tomas est qualifié de « janséniste de l'arène, l'incorruptible de la muleta » par Télérama.

## Au cinéma
- Cinéaste influencé par le jansénisme : Robert Bresson.
- 1969 : Ma nuit chez Maud d'Éric Rohmer : le film traite en partie de la morale pascalienne et du jansénisme. Rohmer reviendra sur le sujet dans Conte d'hiver (1992).
- 1969 : La Voie lactée de Luis Buñuel, met en scène un duel entre un prêtre jésuite et un janséniste.
- 1991 : Tous les matins du monde d'Alain Corneau, qui met en scène Jean de Sainte-Colombe, adepte de la philosophie janséniste.
- 2006 : Fragments sur la grâce de Vincent Dieutre.
- 2009 : La Religieuse portugaise d'Eugène Green.